# فهرست سیارک‌ها (۱۶۳۰۰۱–۱۶۴۰۰۱)
فهرست سیارک‌ها (۱۶۳۰۰۱ - ۱۶۴۰۰۱) فهرست سیارک‌ها از ۱۶۳۰۰۱ تا ۱۶۴۰۰۱ است.
| نام    | نام انگلیسی   | تاریخ کشف       |
| ------ | ------------- | --------------- |
| ۱۶۳۰۰۱ | 2001 SE170    | ۲۰ سپتامبر ۲۰۰۱ |
| ۱۶۳۰۰۲ | 2001 SX175    | ۱۶ سپتامبر ۲۰۰۱ |
| ۱۶۳۰۰۳ | 2001 SN226    | ۱۹ سپتامبر ۲۰۰۱ |
| ۱۶۳۰۰۴ | 2001 SK234    | ۱۹ سپتامبر ۲۰۰۱ |
| ۱۶۳۰۰۵ | 2001 SX265    | ۲۵ سپتامبر ۲۰۰۱ |
| ۱۶۳۰۰۶ | 2001 SY275    | ۲۴ سپتامبر ۲۰۰۱ |
| ۱۶۳۰۰۷ | 2001 SD308    | ۲۱ سپتامبر ۲۰۰۱ |
| ۱۶۳۰۰۸ | 2001 ST324    | ۱۶ سپتامبر ۲۰۰۱ |
| ۱۶۳۰۰۹ | 2001 TS35     | ۱۴ اکتبر ۲۰۰۱   |
| ۱۶۳۰۱۰ | 2001 TM45     | ۱۴ اکتبر ۲۰۰۱   |
| ۱۶۳۰۱۱ | 2001 TK75     | ۱۳ اکتبر ۲۰۰۱   |
| ۱۶۳۰۱۲ | 2001 TC220    | ۱۴ اکتبر ۲۰۰۱   |
| ۱۶۳۰۱۳ | 2001 TG230    | ۱۵ اکتبر ۲۰۰۱   |
| ۱۶۳۰۱۴ | 2001 UA5      | ۱۷ اکتبر ۲۰۰۱   |
| ۱۶۳۰۱۵ | 2001 UX16     | ۲۱ اکتبر ۲۰۰۱   |
| ۱۶۳۰۱۶ | 2001 UD52     | ۱۷ اکتبر ۲۰۰۱   |
| ۱۶۳۰۱۷ | 2001 UP79     | ۲۰ اکتبر ۲۰۰۱   |
| ۱۶۳۰۱۸ | 2001 UY97     | ۱۷ اکتبر ۲۰۰۱   |
| ۱۶۳۰۱۹ | 2001 UB116    | ۲۲ اکتبر ۲۰۰۱   |
| ۱۶۳۰۲۰ | 2001 VT47     | ۹ نوامبر ۲۰۰۱   |
| ۱۶۳۰۲۱ | 2001 WE14     | ۱۷ نوامبر ۲۰۰۱  |
| ۱۶۳۰۲۲ | 2001 WS28     | ۱۷ نوامبر ۲۰۰۱  |
| ۱۶۳۰۲۳ | 2001 XU1      | ۸ دسامبر ۲۰۰۱   |
| ۱۶۳۰۲۴ | 2001 XF10     | ۹ دسامبر ۲۰۰۱   |
| ۱۶۳۰۲۵ | 2001 XG10     | ۹ دسامبر ۲۰۰۱   |
| ۱۶۳۰۲۶ | 2001 XR30     | ۱۱ دسامبر ۲۰۰۱  |
| ۱۶۳۰۲۷ | 2001 XX56     | ۱۰ دسامبر ۲۰۰۱  |
| ۱۶۳۰۲۸ | 2001 XQ69     | ۱۱ دسامبر ۲۰۰۱  |
| ۱۶۳۰۲۹ | 2001 XH104    | ۱۵ دسامبر ۲۰۰۱  |
| ۱۶۳۰۳۰ | 2001 XM107    | ۱۰ دسامبر ۲۰۰۱  |
| ۱۶۳۰۳۱ | 2001 XW117    | ۱۳ دسامبر ۲۰۰۱  |
| ۱۶۳۰۳۲ | 2001 XG119    | ۱۳ دسامبر ۲۰۰۱  |
| ۱۶۳۰۳۳ | 2001 XX142    | ۱۴ دسامبر ۲۰۰۱  |
| ۱۶۳۰۳۴ | 2001 XM175    | ۱۴ دسامبر ۲۰۰۱  |
| ۱۶۳۰۳۵ | 2001 XK176    | ۱۴ دسامبر ۲۰۰۱  |
| ۱۶۳۰۳۶ | 2001 XZ179    | ۱۴ دسامبر ۲۰۰۱  |
| ۱۶۳۰۳۷ | 2001 XU180    | ۱۴ دسامبر ۲۰۰۱  |
| ۱۶۳۰۳۸ | 2001 XP181    | ۱۴ دسامبر ۲۰۰۱  |
| ۱۶۳۰۳۹ | 2001 XG189    | ۱۴ دسامبر ۲۰۰۱  |
| ۱۶۳۰۴۰ | 2001 XV196    | ۱۴ دسامبر ۲۰۰۱  |
| ۱۶۳۰۴۱ | 2001 XR203    | ۱۱ دسامبر ۲۰۰۱  |
| ۱۶۳۰۴۲ | 2001 XH205    | ۱۱ دسامبر ۲۰۰۱  |
| ۱۶۳۰۴۳ | 2001 XC211    | ۱۱ دسامبر ۲۰۰۱  |
| ۱۶۳۰۴۴ | 2001 XB213    | ۱۱ دسامبر ۲۰۰۱  |
| ۱۶۳۰۴۵ | 2001 XZ214    | ۱۳ دسامبر ۲۰۰۱  |
| ۱۶۳۰۴۶ | 2001 XR233    | ۱۵ دسامبر ۲۰۰۱  |
| ۱۶۳۰۴۷ | 2001 XS237    | ۱۵ دسامبر ۲۰۰۱  |
| ۱۶۳۰۴۸ | 2001 XJ240    | ۱۵ دسامبر ۲۰۰۱  |
| ۱۶۳۰۴۹ | 2001 XS240    | ۱۵ دسامبر ۲۰۰۱  |
| ۱۶۳۰۵۰ | 2001 XN252    | ۱۴ دسامبر ۲۰۰۱  |
| ۱۶۳۰۵۱ | 2001 YJ4      | ۲۲ دسامبر ۲۰۰۱  |
| ۱۶۳۰۵۲ | 2001 YJ9      | ۱۷ دسامبر ۲۰۰۱  |
| ۱۶۳۰۵۳ | 2001 YF11     | ۱۷ دسامبر ۲۰۰۱  |
| ۱۶۳۰۵۴ | 2001 YL18     | ۱۷ دسامبر ۲۰۰۱  |
| ۱۶۳۰۵۵ | 2001 YL61     | ۱۸ دسامبر ۲۰۰۱  |
| ۱۶۳۰۵۶ | 2001 YM70     | ۱۸ دسامبر ۲۰۰۱  |
| ۱۶۳۰۵۷ | 2001 YF74     | ۱۸ دسامبر ۲۰۰۱  |
| ۱۶۳۰۵۸ | 2001 YV78     | ۱۸ دسامبر ۲۰۰۱  |
| ۱۶۳۰۵۹ | 2001 YN90     | ۱۸ دسامبر ۲۰۰۱  |
| ۱۶۳۰۶۰ | 2001 YC96     | ۱۸ دسامبر ۲۰۰۱  |
| ۱۶۳۰۶۱ | 2001 YV98     | ۱۷ دسامبر ۲۰۰۱  |
| ۱۶۳۰۶۲ | 2001 YC105    | ۱۷ دسامبر ۲۰۰۱  |
| ۱۶۳۰۶۳ | 2001 YM108    | ۱۷ دسامبر ۲۰۰۱  |
| ۱۶۳۰۶۴ | 2001 YN117    | ۱۸ دسامبر ۲۰۰۱  |
| ۱۶۳۰۶۵ | 2001 YC131    | ۱۷ دسامبر ۲۰۰۱  |
| ۱۶۳۰۶۶ | 2001 YH143    | ۱۷ دسامبر ۲۰۰۱  |
| ۱۶۳۰۶۷ | 2002 AP3      | ۶ ژانویه ۲۰۰۲   |
| ۱۶۳۰۶۸ | 2002 AP5      | ۹ ژانویه ۲۰۰۲   |
| ۱۶۳۰۶۹ | 2002 AD6      | ۵ ژانویه ۲۰۰۲   |
| ۱۶۳۰۷۰ | 2002 AO7      | ۸ ژانویه ۲۰۰۲   |
| ۱۶۳۰۷۱ | 2002 AD8      | ۵ ژانویه ۲۰۰۲   |
| ۱۶۳۰۷۲ | 2002 AD12     | ۱۰ ژانویه ۲۰۰۲  |
| ۱۶۳۰۷۳ | 2002 AX12     | ۱۰ ژانویه ۲۰۰۲  |
| ۱۶۳۰۷۴ | 2002 AD14     | ۱۲ ژانویه ۲۰۰۲  |
| ۱۶۳۰۷۵ | 2002 AP17     | ۹ ژانویه ۲۰۰۲   |
| ۱۶۳۰۷۶ | 2002 AU19     | ۸ ژانویه ۲۰۰۲   |
| ۱۶۳۰۷۷ | 2002 AP20     | ۶ ژانویه ۲۰۰۲   |
| ۱۶۳۰۷۸ | 2002 AF21     | ۸ ژانویه ۲۰۰۲   |
| ۱۶۳۰۷۹ | 2002 AR21     | ۹ ژانویه ۲۰۰۲   |
| ۱۶۳۰۸۰ | 2002 AA28     | ۷ ژانویه ۲۰۰۲   |
| ۱۶۳۰۸۱ | 2002 AG29     | ۱۳ ژانویه ۲۰۰۲  |
| ۱۶۳۰۸۲ | 2002 AN39     | ۹ ژانویه ۲۰۰۲   |
| ۱۶۳۰۸۳ | 2002 AF51     | ۹ ژانویه ۲۰۰۲   |
| ۱۶۳۰۸۴ | 2002 AZ53     | ۹ ژانویه ۲۰۰۲   |
| ۱۶۳۰۸۵ | 2002 AC62     | ۱۱ ژانویه ۲۰۰۲  |
| ۱۶۳۰۸۶ | 2002 AS71     | ۸ ژانویه ۲۰۰۲   |
| ۱۶۳۰۸۷ | 2002 AN74     | ۸ ژانویه ۲۰۰۲   |
| ۱۶۳۰۸۸ | 2002 AO74     | ۸ ژانویه ۲۰۰۲   |
| ۱۶۳۰۸۹ | 2002 AU77     | ۸ ژانویه ۲۰۰۲   |
| ۱۶۳۰۹۰ | 2002 AK80     | ۸ ژانویه ۲۰۰۲   |
| ۱۶۳۰۹۱ | 2002 AS80     | ۸ ژانویه ۲۰۰۲   |
| ۱۶۳۰۹۲ | 2002 AR81     | ۹ ژانویه ۲۰۰۲   |
| ۱۶۳۰۹۳ | 2002 AT100    | ۸ ژانویه ۲۰۰۲   |
| ۱۶۳۰۹۴ | 2002 AU100    | ۸ ژانویه ۲۰۰۲   |
| ۱۶۳۰۹۵ | 2002 AE102    | ۸ ژانویه ۲۰۰۲   |
| ۱۶۳۰۹۶ | 2002 AQ105    | ۹ ژانویه ۲۰۰۲   |
| ۱۶۳۰۹۷ | 2002 AJ106    | ۹ ژانویه ۲۰۰۲   |
| ۱۶۳۰۹۸ | 2002 AU106    | ۹ ژانویه ۲۰۰۲   |
| ۱۶۳۰۹۹ | 2002 AX107    | ۹ ژانویه ۲۰۰۲   |
| ۱۶۳۱۰۰ | 2002 AA108    | ۹ ژانویه ۲۰۰۲   |
| ۱۶۳۱۰۱ | 2002 AU112    | ۹ ژانویه ۲۰۰۲   |
| ۱۶۳۱۰۲ | 2002 AQ125    | ۱۱ ژانویه ۲۰۰۲  |
| ۱۶۳۱۰۳ | 2002 AP126    | ۱۳ ژانویه ۲۰۰۲  |
| ۱۶۳۱۰۴ | 2002 AO129    | ۱۳ ژانویه ۲۰۰۲  |
| ۱۶۳۱۰۵ | 2002 AC139    | ۹ ژانویه ۲۰۰۲   |
| ۱۶۳۱۰۶ | 2002 AE140    | ۱۳ ژانویه ۲۰۰۲  |
| ۱۶۳۱۰۷ | 2002 AN143    | ۱۳ ژانویه ۲۰۰۲  |
| ۱۶۳۱۰۸ | 2002 AS152    | ۱۴ ژانویه ۲۰۰۲  |
| ۱۶۳۱۰۹ | 2002 AR156    | ۱۳ ژانویه ۲۰۰۲  |
| ۱۶۳۱۱۰ | 2002 AQ162    | ۱۳ ژانویه ۲۰۰۲  |
| ۱۶۳۱۱۱ | 2002 AC166    | ۱۳ ژانویه ۲۰۰۲  |
| ۱۶۳۱۱۲ | 2002 AD172    | ۱۴ ژانویه ۲۰۰۲  |
| ۱۶۳۱۱۳ | 2002 AJ175    | ۱۴ ژانویه ۲۰۰۲  |
| ۱۶۳۱۱۴ | 2002 AR177    | ۱۴ ژانویه ۲۰۰۲  |
| ۱۶۳۱۱۵ | 2002 AF191    | ۱۱ ژانویه ۲۰۰۲  |
| ۱۶۳۱۱۶ | 2002 AE197    | ۱۴ ژانویه ۲۰۰۲  |
| ۱۶۳۱۱۷ | 2002 AK197    | ۱۳ ژانویه ۲۰۰۲  |
| ۱۶۳۱۱۸ | 2002 AS197    | ۱۴ ژانویه ۲۰۰۲  |
| ۱۶۳۱۱۹ | 2002 AO208    | ۹ ژانویه ۲۰۰۲   |
| ۱۶۳۱۲۰ | 2002 BW1      | ۲۱ ژانویه ۲۰۰۲  |
| ۱۶۳۱۲۱ | 2002 BY9      | ۱۸ ژانویه ۲۰۰۲  |
| ۱۶۳۱۲۲ | 2002 BL11     | ۱۹ ژانویه ۲۰۰۲  |
| ۱۶۳۱۲۳ | 2002 BM15     | ۱۹ ژانویه ۲۰۰۲  |
| ۱۶۳۱۲۴ | 2002 BC22     | ۲۱ ژانویه ۲۰۰۲  |
| ۱۶۳۱۲۵ | 2002 BN29     | ۲۰ ژانویه ۲۰۰۲  |
| ۱۶۳۱۲۶ | 2002 BO29     | ۲۰ ژانویه ۲۰۰۲  |
| ۱۶۳۱۲۷ | 2002 BB30     | ۲۱ ژانویه ۲۰۰۲  |
| ۱۶۳۱۲۷ | 2002 CN       | ۲ فوریه ۲۰۰۲    |
| ۱۶۳۱۲۹ | 2002 CH1      | ۳ فوریه ۲۰۰۲    |
| ۱۶۳۱۳۰ | 2002 CB5      | ۴ فوریه ۲۰۰۲    |
| ۱۶۳۱۳۱ | 2002 CF6      | ۴ فوریه ۲۰۰۲    |
| ۱۶۳۱۳۲ | 2002 CU11     | ۷ فوریه ۲۰۰۲    |
| ۱۶۳۱۳۳ | 2002 CV13     | ۸ فوریه ۲۰۰۲    |
| ۱۶۳۱۳۴ | 2002 CM16     | ۶ فوریه ۲۰۰۲    |
| ۱۶۳۱۳۵ | 2002 CT22     | ۵ فوریه ۲۰۰۲    |
| ۱۶۳۱۳۶ | 2002 CX27     | ۶ فوریه ۲۰۰۲    |
| ۱۶۳۱۳۷ | 2002 CY28     | ۶ فوریه ۲۰۰۲    |
| ۱۶۳۱۳۸ | 2002 CA37     | ۷ فوریه ۲۰۰۲    |
| ۱۶۳۱۳۹ | 2002 CQ39     | ۱۱ فوریه ۲۰۰۲   |
| ۱۶۳۱۴۰ | 2002 CU47     | ۳ فوریه ۲۰۰۲    |
| ۱۶۳۱۴۱ | 2002 CS50     | ۱۲ فوریه ۲۰۰۲   |
| ۱۶۳۱۴۲ | 2002 CD51     | ۱۲ فوریه ۲۰۰۲   |
| ۱۶۳۱۴۳ | 2002 CH56     | ۷ فوریه ۲۰۰۲    |
| ۱۶۳۱۴۴ | 2002 CO80     | ۷ فوریه ۲۰۰۲    |
| ۱۶۳۱۴۵ | 2002 CS88     | ۷ فوریه ۲۰۰۲    |
| ۱۶۳۱۴۶ | 2002 CS92     | ۷ فوریه ۲۰۰۲    |
| ۱۶۳۱۴۷ | 2002 CK95     | ۷ فوریه ۲۰۰۲    |
| ۱۶۳۱۴۸ | 2002 CQ95     | ۷ فوریه ۲۰۰۲    |
| ۱۶۳۱۴۹ | 2002 CV106    | ۷ فوریه ۲۰۰۲    |
| ۱۶۳۱۵۰ | 2002 CE109    | ۷ فوریه ۲۰۰۲    |
| ۱۶۳۱۵۱ | 2002 CW111    | ۷ فوریه ۲۰۰۲    |
| ۱۶۳۱۵۲ | 2002 CQ112    | ۷ فوریه ۲۰۰۲    |
| ۱۶۳۱۵۳ | 2002 CO116    | ۱۲ فوریه ۲۰۰۲   |
| ۱۶۳۱۵۴ | 2002 CE123    | ۷ فوریه ۲۰۰۲    |
| ۱۶۳۱۵۵ | 2002 CL130    | ۷ فوریه ۲۰۰۲    |
| ۱۶۳۱۵۶ | 2002 CX130    | ۷ فوریه ۲۰۰۲    |
| ۱۶۳۱۵۷ | 2002 CY130    | ۷ فوریه ۲۰۰۲    |
| ۱۶۳۱۵۸ | 2002 CS136    | ۸ فوریه ۲۰۰۲    |
| ۱۶۳۱۵۹ | 2002 CX136    | ۸ فوریه ۲۰۰۲    |
| ۱۶۳۱۶۰ | 2002 CM146    | ۹ فوریه ۲۰۰۲    |
| ۱۶۳۱۶۱ | 2002 CE152    | ۱۰ فوریه ۲۰۰۲   |
| ۱۶۳۱۶۲ | 2002 CG159    | ۷ فوریه ۲۰۰۲    |
| ۱۶۳۱۶۳ | 2002 CB165    | ۸ فوریه ۲۰۰۲    |
| ۱۶۳۱۶۴ | 2002 CC169    | ۸ فوریه ۲۰۰۲    |
| ۱۶۳۱۶۵ | 2002 CC177    | ۱۰ فوریه ۲۰۰۲   |
| ۱۶۳۱۶۶ | 2002 CX177    | ۱۰ فوریه ۲۰۰۲   |
| ۱۶۳۱۶۷ | 2002 CY178    | ۱۰ فوریه ۲۰۰۲   |
| ۱۶۳۱۶۸ | 2002 CL195    | ۱۰ فوریه ۲۰۰۲   |
| ۱۶۳۱۶۹ | 2002 CX199    | ۱۰ فوریه ۲۰۰۲   |
| ۱۶۳۱۷۰ | 2002 CQ218    | ۱۰ فوریه ۲۰۰۲   |
| ۱۶۳۱۷۱ | 2002 CU220    | ۱۰ فوریه ۲۰۰۲   |
| ۱۶۳۱۷۲ | 2002 CV225    | ۳ فوریه ۲۰۰۲    |
| ۱۶۳۱۷۳ | 2002 CX233    | ۱۱ فوریه ۲۰۰۲   |
| ۱۶۳۱۷۴ | 2002 CX236    | ۸ فوریه ۲۰۰۲    |
| ۱۶۳۱۷۵ | 2002 CB239    | ۱۱ فوریه ۲۰۰۲   |
| ۱۶۳۱۷۶ | 2002 CL241    | ۱۱ فوریه ۲۰۰۲   |
| ۱۶۳۱۷۷ | 2002 CM242    | ۱۱ فوریه ۲۰۰۲   |
| ۱۶۳۱۷۸ | 2002 CU247    | ۱۵ فوریه ۲۰۰۲   |
| ۱۶۳۱۷۹ | 2002 CF252    | ۴ فوریه ۲۰۰۲    |
| ۱۶۳۱۸۰ | 2002 CU270    | ۸ فوریه ۲۰۰۲    |
| ۱۶۳۱۸۱ | 2002 CL272    | ۸ فوریه ۲۰۰۲    |
| ۱۶۳۱۸۲ | 2002 CZ278    | ۷ فوریه ۲۰۰۲    |
| ۱۶۳۱۸۳ | 2002 CZ282    | ۸ فوریه ۲۰۰۲    |
| ۱۶۳۱۸۴ | 2002 CZ299    | ۱۱ فوریه ۲۰۰۲   |
| ۱۶۳۱۸۵ | 2002 DJ2      | ۱۹ فوریه ۲۰۰۲   |
| ۱۶۳۱۸۶ | 2002 DA13     | ۲۴ فوریه ۲۰۰۲   |
| ۱۶۳۱۸۷ | 2002 DD16     | ۱۹ فوریه ۲۰۰۲   |
| ۱۶۳۱۸۸ | 2002 ES4      | ۱۰ مارس ۲۰۰۲    |
| ۱۶۳۱۸۹ | 2002 EU6      | ۶ مارس ۲۰۰۲     |
| ۱۶۳۱۹۰ | 2002 EV7      | ۱۲ مارس ۲۰۰۲    |
| ۱۶۳۱۹۱ | 2002 EQ9      | ۱۵ مارس ۲۰۰۲    |
| ۱۶۳۱۹۲ | 2002 EB11     | ۱۳ مارس ۲۰۰۲    |
| ۱۶۳۱۹۳ | 2002 EQ12     | ۱۴ مارس ۲۰۰۲    |
| ۱۶۳۱۹۴ | 2002 EC14     | ۵ مارس ۲۰۰۲     |
| ۱۶۳۱۹۵ | 2002 EP21     | ۱۰ مارس ۲۰۰۲    |
| ۱۶۳۱۹۶ | 2002 EN24     | ۵ مارس ۲۰۰۲     |
| ۱۶۳۱۹۷ | 2002 EZ25     | ۱۰ مارس ۲۰۰۲    |
| ۱۶۳۱۹۸ | 2002 EX27     | ۹ مارس ۲۰۰۲     |
| ۱۶۳۱۹۹ | 2002 ED29     | ۹ مارس ۲۰۰۲     |
| ۱۶۳۲۰۰ | 2002 EF36     | ۹ مارس ۲۰۰۲     |
| ۱۶۳۲۰۱ | 2002 EB39     | ۱۲ مارس ۲۰۰۲    |
| ۱۶۳۲۰۲ | 2002 EN40     | ۹ مارس ۲۰۰۲     |
| ۱۶۳۲۰۳ | 2002 EZ40     | ۹ مارس ۲۰۰۲     |
| ۱۶۳۲۰۴ | 2002 ED41     | ۱۰ مارس ۲۰۰۲    |
| ۱۶۳۲۰۵ | 2002 EP42     | ۱۲ مارس ۲۰۰۲    |
| ۱۶۳۲۰۶ | 2002 EP44     | ۹ مارس ۲۰۰۲     |
| ۱۶۳۲۰۷ | 2002 EW44     | ۱۰ مارس ۲۰۰۲    |
| ۱۶۳۲۰۸ | 2002 EN48     | ۱۲ مارس ۲۰۰۲    |
| ۱۶۳۲۰۹ | 2002 EC49     | ۱۲ مارس ۲۰۰۲    |
| ۱۶۳۲۱۰ | 2002 EJ49     | ۱۲ مارس ۲۰۰۲    |
| ۱۶۳۲۱۱ | 2002 EA50     | ۱۲ مارس ۲۰۰۲    |
| ۱۶۳۲۱۲ | 2002 EZ56     | ۱۳ مارس ۲۰۰۲    |
| ۱۶۳۲۱۳ | 2002 EJ62     | ۱۳ مارس ۲۰۰۲    |
| ۱۶۳۲۱۴ | 2002 EY66     | ۱۳ مارس ۲۰۰۲    |
| ۱۶۳۲۱۵ | 2002 EB67     | ۱۳ مارس ۲۰۰۲    |
| ۱۶۳۲۱۶ | 2002 EN68     | ۱۳ مارس ۲۰۰۲    |
| ۱۶۳۲۱۷ | 2002 EY70     | ۱۳ مارس ۲۰۰۲    |
| ۱۶۳۲۱۸ | 2002 EA78     | ۱۱ مارس ۲۰۰۲    |
| ۱۶۳۲۱۹ | 2002 EM78     | ۱۳ مارس ۲۰۰۲    |
| ۱۶۳۲۲۰ | 2002 EN85     | ۹ مارس ۲۰۰۲     |
| ۱۶۳۲۲۱ | 2002 EN88     | ۹ مارس ۲۰۰۲     |
| ۱۶۳۲۲۲ | 2002 EP88     | ۹ مارس ۲۰۰۲     |
| ۱۶۳۲۲۳ | 2002 EL90     | ۱۲ مارس ۲۰۰۲    |
| ۱۶۳۲۲۴ | 2002 ES102    | ۹ مارس ۲۰۰۲     |
| ۱۶۳۲۲۵ | 2002 EU102    | ۹ مارس ۲۰۰۲     |
| ۱۶۳۲۲۶ | 2002 EA103    | ۹ مارس ۲۰۰۲     |
| ۱۶۳۲۲۷ | 2002 EA104    | ۹ مارس ۲۰۰۲     |
| ۱۶۳۲۲۸ | 2002 EU105    | ۹ مارس ۲۰۰۲     |
| ۱۶۳۲۲۹ | 2002 ER117    | ۱۰ مارس ۲۰۰۲    |
| ۱۶۳۲۳۰ | 2002 EG125    | ۱۲ مارس ۲۰۰۲    |
| ۱۶۳۲۳۱ | 2002 EH129    | ۱۳ مارس ۲۰۰۲    |
| ۱۶۳۲۳۲ | 2002 ED135    | ۱۳ مارس ۲۰۰۲    |
| ۱۶۳۲۳۳ | 2002 EA139    | ۱۲ مارس ۲۰۰۲    |
| ۱۶۳۲۳۴ | 2002 EG140    | ۱۲ مارس ۲۰۰۲    |
| ۱۶۳۲۳۵ | 2002 ED149    | ۱۵ مارس ۲۰۰۲    |
| ۱۶۳۲۳۶ | 2002 EH149    | ۱۵ مارس ۲۰۰۲    |
| ۱۶۳۲۳۷ | 2002 EO151    | ۱۵ مارس ۲۰۰۲    |
| ۱۶۳۲۳۸ | 2002 EQ151    | ۱۵ مارس ۲۰۰۲    |
| ۱۶۳۲۳۹ | 2002 EU156    | ۱۰ مارس ۲۰۰۲    |
| ۱۶۳۲۴۰ | 2002 EM157    | ۱۳ مارس ۲۰۰۲    |
| ۱۶۳۲۴۱ | 2002 ED161    | ۱۳ مارس ۲۰۰۲    |
| ۱۶۳۲۴۱ | 2002 FE       | ۱۶ مارس ۲۰۰۲    |
| ۱۶۳۲۴۳ | 2002 FB3      | ۱۸ مارس ۲۰۰۲    |
| ۱۶۳۲۴۴ | 2002 FU18     | ۱۸ مارس ۲۰۰۲    |
| ۱۶۳۲۴۵ | 2002 FW23     | ۱۸ مارس ۲۰۰۲    |
| ۱۶۳۲۴۶ | 2002 FH28     | ۲۰ مارس ۲۰۰۲    |
| ۱۶۳۲۴۷ | 2002 FP28     | ۲۰ مارس ۲۰۰۲    |
| ۱۶۳۲۴۸ | 2002 FJ38     | ۳۰ مارس ۲۰۰۲    |
| ۱۶۳۲۴۸ | 2002 GT       | ۳ آوریل ۲۰۰۲    |
| ۱۶۳۲۵۰ | 2002 GH1      | ۴ آوریل ۲۰۰۲    |
| ۱۶۳۲۵۱ | 2002 GX4      | ۱۰ آوریل ۲۰۰۲   |
| ۱۶۳۲۵۲ | 2002 GD11     | ۱۴ آوریل ۲۰۰۲   |
| ۱۶۳۲۵۳ | 2002 GS18     | ۱۴ آوریل ۲۰۰۲   |
| ۱۶۳۲۵۴ | 2002 GL24     | ۱۳ آوریل ۲۰۰۲   |
| ۱۶۳۲۵۵ | 2002 GT27     | ۶ آوریل ۲۰۰۲    |
| ۱۶۳۲۵۶ | 2002 GU35     | ۲ آوریل ۲۰۰۲    |
| ۱۶۳۲۵۷ | 2002 GR36     | ۲ آوریل ۲۰۰۲    |
| ۱۶۳۲۵۸ | 2002 GT37     | ۳ آوریل ۲۰۰۲    |
| ۱۶۳۲۵۹ | 2002 GS40     | ۴ آوریل ۲۰۰۲    |
| ۱۶۳۲۶۰ | 2002 GO43     | ۴ آوریل ۲۰۰۲    |
| ۱۶۳۲۶۱ | 2002 GF45     | ۴ آوریل ۲۰۰۲    |
| ۱۶۳۲۶۲ | 2002 GW63     | ۸ آوریل ۲۰۰۲    |
| ۱۶۳۲۶۳ | 2002 GA71     | ۹ آوریل ۲۰۰۲    |
| ۱۶۳۲۶۴ | 2002 GY72     | ۹ آوریل ۲۰۰۲    |
| ۱۶۳۲۶۵ | 2002 GU73     | ۹ آوریل ۲۰۰۲    |
| ۱۶۳۲۶۶ | 2002 GF75     | ۹ آوریل ۲۰۰۲    |
| ۱۶۳۲۶۷ | 2002 GQ77     | ۹ آوریل ۲۰۰۲    |
| ۱۶۳۲۶۸ | 2002 GG81     | ۱۰ آوریل ۲۰۰۲   |
| ۱۶۳۲۶۹ | 2002 GX84     | ۱۰ آوریل ۲۰۰۲   |
| ۱۶۳۲۷۰ | 2002 GE86     | ۱۰ آوریل ۲۰۰۲   |
| ۱۶۳۲۷۱ | 2002 GZ87     | ۱۰ آوریل ۲۰۰۲   |
| ۱۶۳۲۷۲ | 2002 GV93     | ۹ آوریل ۲۰۰۲    |
| ۱۶۳۲۷۳ | 2002 GN102    | ۱۰ آوریل ۲۰۰۲   |
| ۱۶۳۲۷۴ | 2002 GP106    | ۱۱ آوریل ۲۰۰۲   |
| ۱۶۳۲۷۵ | 2002 GH107    | ۱۱ آوریل ۲۰۰۲   |
| ۱۶۳۲۷۶ | 2002 GT107    | ۱۱ آوریل ۲۰۰۲   |
| ۱۶۳۲۷۷ | 2002 GO110    | ۱۰ آوریل ۲۰۰۲   |
| ۱۶۳۲۷۸ | 2002 GD114    | ۱۱ آوریل ۲۰۰۲   |
| ۱۶۳۲۷۹ | 2002 GB117    | ۱۱ آوریل ۲۰۰۲   |
| ۱۶۳۲۸۰ | 2002 GF117    | ۱۱ آوریل ۲۰۰۲   |
| ۱۶۳۲۸۱ | 2002 GL117    | ۱۱ آوریل ۲۰۰۲   |
| ۱۶۳۲۸۲ | 2002 GR119    | ۱۲ آوریل ۲۰۰۲   |
| ۱۶۳۲۸۳ | 2002 GV120    | ۱۲ آوریل ۲۰۰۲   |
| ۱۶۳۲۸۴ | 2002 GZ128    | ۱۲ آوریل ۲۰۰۲   |
| ۱۶۳۲۸۵ | 2002 GK136    | ۱۲ آوریل ۲۰۰۲   |
| ۱۶۳۲۸۶ | 2002 GT137    | ۱۲ آوریل ۲۰۰۲   |
| ۱۶۳۲۸۷ | 2002 GB140    | ۱۳ آوریل ۲۰۰۲   |
| ۱۶۳۲۸۸ | 2002 GD140    | ۱۳ آوریل ۲۰۰۲   |
| ۱۶۳۲۸۹ | 2002 GE140    | ۱۳ آوریل ۲۰۰۲   |
| ۱۶۳۲۹۰ | 2002 GE141    | ۱۳ آوریل ۲۰۰۲   |
| ۱۶۳۲۹۱ | 2002 GT143    | ۱۳ آوریل ۲۰۰۲   |
| ۱۶۳۲۹۲ | 2002 GB151    | ۱۴ آوریل ۲۰۰۲   |
| ۱۶۳۲۹۳ | 2002 GL152    | ۱۲ آوریل ۲۰۰۲   |
| ۱۶۳۲۹۴ | 2002 GZ153    | ۱۲ آوریل ۲۰۰۲   |
| ۱۶۳۲۹۴ | 2002 HW       | ۱۶ آوریل ۲۰۰۲   |
| ۱۶۳۲۹۶ | 2002 HK2      | ۱۶ آوریل ۲۰۰۲   |
| ۱۶۳۲۹۷ | 2002 HD6      | ۱۷ آوریل ۲۰۰۲   |
| ۱۶۳۲۹۸ | 2002 HG8      | ۱۸ آوریل ۲۰۰۲   |
| ۱۶۳۲۹۹ | 2002 HP16     | ۱۸ آوریل ۲۰۰۲   |
| ۱۶۳۳۰۰ | 2002 JJ4      | ۵ مه ۲۰۰۲       |
| ۱۶۳۳۰۱ | 2002 JE8      | ۶ مه ۲۰۰۲       |
| ۱۶۳۳۰۲ | 2002 JC12     | ۶ مه ۲۰۰۲       |
| ۱۶۳۳۰۳ | 2002 JS15     | ۸ مه ۲۰۰۲       |
| ۱۶۳۳۰۴ | 2002 JF25     | ۸ مه ۲۰۰۲       |
| ۱۶۳۳۰۵ | 2002 JR35     | ۹ مه ۲۰۰۲       |
| ۱۶۳۳۰۶ | 2002 JC42     | ۸ مه ۲۰۰۲       |
| ۱۶۳۳۰۷ | 2002 JU45     | ۹ مه ۲۰۰۲       |
| ۱۶۳۳۰۸ | 2002 JV45     | ۹ مه ۲۰۰۲       |
| ۱۶۳۳۰۹ | 2002 JC59     | ۹ مه ۲۰۰۲       |
| ۱۶۳۳۱۰ | 2002 JH60     | ۱۰ مه ۲۰۰۲      |
| ۱۶۳۳۱۱ | 2002 JQ66     | ۱۰ مه ۲۰۰۲      |
| ۱۶۳۳۱۲ | 2002 JE69     | ۷ مه ۲۰۰۲       |
| ۱۶۳۳۱۳ | 2002 JG75     | ۹ مه ۲۰۰۲       |
| ۱۶۳۳۱۴ | 2002 JY82     | ۱۱ مه ۲۰۰۲      |
| ۱۶۳۳۱۵ | 2002 JT83     | ۱۱ مه ۲۰۰۲      |
| ۱۶۳۳۱۶ | 2002 JO85     | ۱۱ مه ۲۰۰۲      |
| ۱۶۳۳۱۷ | 2002 JM87     | ۱۱ مه ۲۰۰۲      |
| ۱۶۳۳۱۸ | 2002 JC89     | ۱۱ مه ۲۰۰۲      |
| ۱۶۳۳۱۹ | 2002 JB98     | ۸ مه ۲۰۰۲       |
| ۱۶۳۳۲۰ | 2002 JS106    | ۱۱ مه ۲۰۰۲      |
| ۱۶۳۳۲۱ | 2002 JY106    | ۱۱ مه ۲۰۰۲      |
| ۱۶۳۳۲۲ | 2002 JJ112    | ۱۱ مه ۲۰۰۲      |
| ۱۶۳۳۲۳ | 2002 JS115    | ۱۵ مه ۲۰۰۲      |
| ۱۶۳۳۲۴ | 2002 JJ116    | ۱ مه ۲۰۰۲       |
| ۱۶۳۳۲۵ | 2002 JZ120    | ۵ مه ۲۰۰۲       |
| ۱۶۳۳۲۶ | 2002 JF124    | ۶ مه ۲۰۰۲       |
| ۱۶۳۳۲۷ | 2002 JR131    | ۹ مه ۲۰۰۲       |
| ۱۶۳۳۲۸ | 2002 JU132    | ۹ مه ۲۰۰۲       |
| ۱۶۳۳۲۹ | 2002 JO146    | ۱۵ مه ۲۰۰۲      |
| ۱۶۳۳۳۰ | 2002 JJ147    | ۹ مه ۲۰۰۲       |
| ۱۶۳۳۳۱ | 2002 KX5      | ۱۸ مه ۲۰۰۲      |
| ۱۶۳۳۳۲ | 2002 KZ5      | ۱۸ مه ۲۰۰۲      |
| ۱۶۳۳۳۳ | 2002 KU8      | ۲۹ مه ۲۰۰۲      |
| ۱۶۳۳۳۴ | 2002 KB15     | ۱۶ مه ۲۰۰۲      |
| ۱۶۳۳۳۴ | 2002 LJ       | ۱ ژوئن ۲۰۰۲     |
| ۱۶۳۳۳۶ | 2002 LE5      | ۵ ژوئن ۲۰۰۲     |
| ۱۶۳۳۳۷ | 2002 LF11     | ۵ ژوئن ۲۰۰۲     |
| ۱۶۳۳۳۸ | 2002 LS13     | ۶ ژوئن ۲۰۰۲     |
| ۱۶۳۳۳۹ | 2002 LU24     | ۱ ژوئن ۲۰۰۲     |
| ۱۶۳۳۴۰ | 2002 LW28     | ۹ ژوئن ۲۰۰۲     |
| ۱۶۳۳۴۱ | 2002 LP32     | ۱۱ ژوئن ۲۰۰۲    |
| ۱۶۳۳۴۲ | 2002 LB44     | ۱۰ ژوئن ۲۰۰۲    |
| ۱۶۳۳۴۳ | 2002 LC53     | ۸ ژوئن ۲۰۰۲     |
| ۱۶۳۳۴۴ | 2002 MS2      | ۱۷ ژوئن ۲۰۰۲    |
| ۱۶۳۳۴۵ | 2002 MK5      | ۲۴ ژوئن ۲۰۰۲    |
| ۱۶۳۳۴۵ | 2002 NS       | ۴ ژوئیه ۲۰۰۲    |
| ۱۶۳۳۴۷ | 2002 NK4      | ۳ ژوئیه ۲۰۰۲    |
| ۱۶۳۳۴۸ | 2002 NN4      | ۹ ژوئیه ۲۰۰۲    |
| ۱۶۳۳۴۹ | 2002 NZ4      | ۱۰ ژوئیه ۲۰۰۲   |
| ۱۶۳۳۵۰ | 2002 NP26     | ۹ ژوئیه ۲۰۰۲    |
| ۱۶۳۳۵۱ | 2002 NW32     | ۱۳ ژوئیه ۲۰۰۲   |
| ۱۶۳۳۵۲ | 2002 NR42     | ۱۵ ژوئیه ۲۰۰۲   |
| ۱۶۳۳۵۳ | 2002 NN43     | ۱۵ ژوئیه ۲۰۰۲   |
| ۱۶۳۳۵۴ | 2002 NW43     | ۱۱ ژوئیه ۲۰۰۲   |
| ۱۶۳۳۵۵ | 2002 NQ49     | ۱۴ ژوئیه ۲۰۰۲   |
| ۱۶۳۳۵۶ | 2002 NJ59     | ۸ ژوئیه ۲۰۰۲    |
| ۱۶۳۳۵۷ | 2002 NH63     | ۹ ژوئیه ۲۰۰۲    |
| ۱۶۳۳۵۸ | 2002 NN63     | ۹ ژوئیه ۲۰۰۲    |
| ۱۶۳۳۵۹ | 2002 OJ5      | ۱۷ ژوئیه ۲۰۰۲   |
| ۱۶۳۳۶۰ | 2002 OD7      | ۲۰ ژوئیه ۲۰۰۲   |
| ۱۶۳۳۶۱ | 2002 OX9      | ۲۱ ژوئیه ۲۰۰۲   |
| ۱۶۳۳۶۲ | 2002 OZ14     | ۱۸ ژوئیه ۲۰۰۲   |
| ۱۶۳۳۶۳ | 2002 OV19     | ۲۹ ژوئیه ۲۰۰۲   |
| ۱۶۳۳۶۴ | 2002 OD20     | ۲۱ ژوئیه ۲۰۰۲   |
| ۱۶۳۳۶۵ | 2002 ON20     | ۲۸ ژوئیه ۲۰۰۲   |
| ۱۶۳۳۶۵ | 2002 PM       | ۱ اوت ۲۰۰۲      |
| ۱۶۳۳۶۵ | 2002 PP       | ۲ اوت ۲۰۰۲      |
| ۱۶۳۳۶۸ | 2002 PF3      | ۳ اوت ۲۰۰۲      |
| ۱۶۳۳۶۹ | 2002 PK17     | ۶ اوت ۲۰۰۲      |
| ۱۶۳۳۷۰ | 2002 PG21     | ۶ اوت ۲۰۰۲      |
| ۱۶۳۳۷۱ | 2002 PL27     | ۶ اوت ۲۰۰۲      |
| ۱۶۳۳۷۲ | 2002 PP38     | ۶ اوت ۲۰۰۲      |
| ۱۶۳۳۷۳ | 2002 PZ39     | ۱۰ اوت ۲۰۰۲     |
| ۱۶۳۳۷۴ | 2002 PG44     | ۵ اوت ۲۰۰۲      |
| ۱۶۳۳۷۵ | 2002 PT48     | ۱۰ اوت ۲۰۰۲     |
| ۱۶۳۳۷۶ | 2002 PM54     | ۵ اوت ۲۰۰۲      |
| ۱۶۳۳۷۷ | 2002 PW62     | ۸ اوت ۲۰۰۲      |
| ۱۶۳۳۷۸ | 2002 PY78     | ۱۱ اوت ۲۰۰۲     |
| ۱۶۳۳۷۹ | 2002 PK85     | ۱۰ اوت ۲۰۰۲     |
| ۱۶۳۳۸۰ | 2002 PN86     | ۱۳ اوت ۲۰۰۲     |
| ۱۶۳۳۸۱ | 2002 PV101    | ۱۲ اوت ۲۰۰۲     |
| ۱۶۳۳۸۲ | 2002 PZ116    | ۱۴ اوت ۲۰۰۲     |
| ۱۶۳۳۸۳ | 2002 PP118    | ۱۳ اوت ۲۰۰۲     |
| ۱۶۳۳۸۴ | 2002 PV125    | ۱۴ اوت ۲۰۰۲     |
| ۱۶۳۳۸۵ | 2002 PL127    | ۱۴ اوت ۲۰۰۲     |
| ۱۶۳۳۸۶ | 2002 PP156    | ۱۱ اوت ۲۰۰۲     |
| ۱۶۳۳۸۷ | 2002 PZ178    | ۷ اوت ۲۰۰۲      |
| ۱۶۳۳۸۸ | 2002 QG1      | ۱۶ اوت ۲۰۰۲     |
| ۱۶۳۳۸۹ | 2002 QS1      | ۱۶ اوت ۲۰۰۲     |
| ۱۶۳۳۹۰ | 2002 QM4      | ۱۶ اوت ۲۰۰۲     |
| ۱۶۳۳۹۱ | 2002 QU12     | ۲۶ اوت ۲۰۰۲     |
| ۱۶۳۳۹۲ | 2002 QH32     | ۲۹ اوت ۲۰۰۲     |
| ۱۶۳۳۹۳ | 2002 QR34     | ۲۹ اوت ۲۰۰۲     |
| ۱۶۳۳۹۴ | 2002 QC39     | ۳۰ اوت ۲۰۰۲     |
| ۱۶۳۳۹۵ | 2002 QJ42     | ۳۰ اوت ۲۰۰۲     |
| ۱۶۳۳۹۶ | 2002 QR43     | ۳۰ اوت ۲۰۰۲     |
| ۱۶۳۳۹۷ | 2002 QU49     | ۲۰ اوت ۲۰۰۲     |
| ۱۶۳۳۹۸ | 2002 QQ55     | ۲۹ اوت ۲۰۰۲     |
| ۱۶۳۳۹۹ | 2002 QT64     | ۲۸ اوت ۲۰۰۲     |
| ۱۶۳۴۰۰ | 2002 QK74     | ۱۸ اوت ۲۰۰۲     |
| ۱۶۳۴۰۱ | 2002 QP83     | ۱۷ اوت ۲۰۰۲     |
| ۱۶۳۴۰۲ | 2002 QA86     | ۱۷ اوت ۲۰۰۲     |
| ۱۶۳۴۰۳ | 2002 QT86     | ۱۷ اوت ۲۰۰۲     |
| ۱۶۳۴۰۴ | 2002 QD90     | ۱۹ اوت ۲۰۰۲     |
| ۱۶۳۴۰۵ | 2002 QL103    | ۲۴ اوت ۲۰۰۲     |
| ۱۶۳۴۰۶ | 2002 RN2      | ۴ سپتامبر ۲۰۰۲  |
| ۱۶۳۴۰۷ | 2002 RH5      | ۳ سپتامبر ۲۰۰۲  |
| ۱۶۳۴۰۸ | 2002 RC7      | ۲ سپتامبر ۲۰۰۲  |
| ۱۶۳۴۰۹ | 2002 RC12     | ۴ سپتامبر ۲۰۰۲  |
| ۱۶۳۴۱۰ | 2002 RK18     | ۴ سپتامبر ۲۰۰۲  |
| ۱۶۳۴۱۱ | 2002 RC23     | ۴ سپتامبر ۲۰۰۲  |
| ۱۶۳۴۱۲ | 2002 RV25     | ۵ سپتامبر ۲۰۰۲  |
| ۱۶۳۴۱۳ | 2002 RX25     | ۲ سپتامبر ۲۰۰۲  |
| ۱۶۳۴۱۴ | 2002 RP26     | ۴ سپتامبر ۲۰۰۲  |
| ۱۶۳۴۱۵ | 2002 RW34     | ۴ سپتامبر ۲۰۰۲  |
| ۱۶۳۴۱۶ | 2002 RO37     | ۵ سپتامبر ۲۰۰۲  |
| ۱۶۳۴۱۷ | 2002 RC40     | ۵ سپتامبر ۲۰۰۲  |
| ۱۶۳۴۱۸ | 2002 RS47     | ۵ سپتامبر ۲۰۰۲  |
| ۱۶۳۴۱۹ | 2002 RK52     | ۵ سپتامبر ۲۰۰۲  |
| ۱۶۳۴۲۰ | 2002 RD54     | ۵ سپتامبر ۲۰۰۲  |
| ۱۶۳۴۲۱ | 2002 RD56     | ۵ سپتامبر ۲۰۰۲  |
| ۱۶۳۴۲۲ | 2002 RM56     | ۵ سپتامبر ۲۰۰۲  |
| ۱۶۳۴۲۳ | 2002 RD57     | ۵ سپتامبر ۲۰۰۲  |
| ۱۶۳۴۲۴ | 2002 RC58     | ۵ سپتامبر ۲۰۰۲  |
| ۱۶۳۴۲۵ | 2002 RE61     | ۵ سپتامبر ۲۰۰۲  |
| ۱۶۳۴۲۶ | 2002 RP61     | ۵ سپتامبر ۲۰۰۲  |
| ۱۶۳۴۲۷ | 2002 RZ61     | ۵ سپتامبر ۲۰۰۲  |
| ۱۶۳۴۲۸ | 2002 RP63     | ۵ سپتامبر ۲۰۰۲  |
| ۱۶۳۴۲۹ | 2002 RJ65     | ۵ سپتامبر ۲۰۰۲  |
| ۱۶۳۴۳۰ | 2002 RO67     | ۳ سپتامبر ۲۰۰۲  |
| ۱۶۳۴۳۱ | 2002 RR67     | ۳ سپتامبر ۲۰۰۲  |
| ۱۶۳۴۳۲ | 2002 RG69     | ۴ سپتامبر ۲۰۰۲  |
| ۱۶۳۴۳۳ | 2002 RW70     | ۴ سپتامبر ۲۰۰۲  |
| ۱۶۳۴۳۴ | 2002 RY72     | ۵ سپتامبر ۲۰۰۲  |
| ۱۶۳۴۳۵ | 2002 RF83     | ۵ سپتامبر ۲۰۰۲  |
| ۱۶۳۴۳۶ | 2002 RT83     | ۵ سپتامبر ۲۰۰۲  |
| ۱۶۳۴۳۷ | 2002 RM87     | ۵ سپتامبر ۲۰۰۲  |
| ۱۶۳۴۳۸ | 2002 RV88     | ۵ سپتامبر ۲۰۰۲  |
| ۱۶۳۴۳۹ | 2002 RK90     | ۵ سپتامبر ۲۰۰۲  |
| ۱۶۳۴۴۰ | 2002 RM90     | ۵ سپتامبر ۲۰۰۲  |
| ۱۶۳۴۴۱ | 2002 RB93     | ۵ سپتامبر ۲۰۰۲  |
| ۱۶۳۴۴۲ | 2002 RN96     | ۵ سپتامبر ۲۰۰۲  |
| ۱۶۳۴۴۳ | 2002 RL97     | ۵ سپتامبر ۲۰۰۲  |
| ۱۶۳۴۴۴ | 2002 RJ103    | ۵ سپتامبر ۲۰۰۲  |
| ۱۶۳۴۴۵ | 2002 RT104    | ۵ سپتامبر ۲۰۰۲  |
| ۱۶۳۴۴۶ | 2002 RY104    | ۵ سپتامبر ۲۰۰۲  |
| ۱۶۳۴۴۷ | 2002 RD106    | ۵ سپتامبر ۲۰۰۲  |
| ۱۶۳۴۴۸ | 2002 RQ113    | ۵ سپتامبر ۲۰۰۲  |
| ۱۶۳۴۴۹ | 2002 RG116    | ۶ سپتامبر ۲۰۰۲  |
| ۱۶۳۴۵۰ | 2002 RZ121    | ۸ سپتامبر ۲۰۰۲  |
| ۱۶۳۴۵۱ | 2002 RS122    | ۸ سپتامبر ۲۰۰۲  |
| ۱۶۳۴۵۲ | 2002 RE124    | ۹ سپتامبر ۲۰۰۲  |
| ۱۶۳۴۵۳ | 2002 RW128    | ۱۰ سپتامبر ۲۰۰۲ |
| ۱۶۳۴۵۴ | 2002 RN129    | ۱۱ سپتامبر ۲۰۰۲ |
| ۱۶۳۴۵۵ | 2002 RQ132    | ۱۱ سپتامبر ۲۰۰۲ |
| ۱۶۳۴۵۶ | 2002 RG134    | ۱۰ سپتامبر ۲۰۰۲ |
| ۱۶۳۴۵۷ | 2002 RV134    | ۱۰ سپتامبر ۲۰۰۲ |
| ۱۶۳۴۵۸ | 2002 RS138    | ۱۰ سپتامبر ۲۰۰۲ |
| ۱۶۳۴۵۹ | 2002 RT138    | ۱۰ سپتامبر ۲۰۰۲ |
| ۱۶۳۴۶۰ | 2002 RP139    | ۱۰ سپتامبر ۲۰۰۲ |
| ۱۶۳۴۶۱ | 2002 RY157    | ۱۱ سپتامبر ۲۰۰۲ |
| ۱۶۳۴۶۲ | 2002 RK159    | ۱۱ سپتامبر ۲۰۰۲ |
| ۱۶۳۴۶۳ | 2002 RQ161    | ۱۲ سپتامبر ۲۰۰۲ |
| ۱۶۳۴۶۴ | 2002 RO169    | ۱۳ سپتامبر ۲۰۰۲ |
| ۱۶۳۴۶۵ | 2002 RF174    | ۱۳ سپتامبر ۲۰۰۲ |
| ۱۶۳۴۶۶ | 2002 RQ175    | ۱۳ سپتامبر ۲۰۰۲ |
| ۱۶۳۴۶۷ | 2002 RV176    | ۱۳ سپتامبر ۲۰۰۲ |
| ۱۶۳۴۶۸ | 2002 RZ177    | ۱۳ سپتامبر ۲۰۰۲ |
| ۱۶۳۴۶۹ | 2002 RG180    | ۱۴ سپتامبر ۲۰۰۲ |
| ۱۶۳۴۷۰ | 2002 RQ181    | ۱۴ سپتامبر ۲۰۰۲ |
| ۱۶۳۴۷۱ | 2002 RU185    | ۱۲ سپتامبر ۲۰۰۲ |
| ۱۶۳۴۷۲ | 2002 RB186    | ۱۲ سپتامبر ۲۰۰۲ |
| ۱۶۳۴۷۳ | 2002 RB204    | ۱۴ سپتامبر ۲۰۰۲ |
| ۱۶۳۴۷۴ | 2002 RE212    | ۱۵ سپتامبر ۲۰۰۲ |
| ۱۶۳۴۷۵ | 2002 RQ212    | ۱۵ سپتامبر ۲۰۰۲ |
| ۱۶۳۴۷۶ | 2002 RU218    | ۱۴ سپتامبر ۲۰۰۲ |
| ۱۶۳۴۷۷ | 2002 RG222    | ۱۵ سپتامبر ۲۰۰۲ |
| ۱۶۳۴۷۸ | 2002 RQ223    | ۱۳ سپتامبر ۲۰۰۲ |
| ۱۶۳۴۷۹ | 2002 RM229    | ۱۴ سپتامبر ۲۰۰۲ |
| ۱۶۳۴۸۰ | 2002 RB232    | ۱۵ سپتامبر ۲۰۰۲ |
| ۱۶۳۴۸۱ | 2002 RW235    | ۱ سپتامبر ۲۰۰۲  |
| ۱۶۳۴۸۲ | 2002 RH237    | ۱۵ سپتامبر ۲۰۰۲ |
| ۱۶۳۴۸۳ | 2002 RA274    | ۴ سپتامبر ۲۰۰۲  |
| ۱۶۳۴۸۴ | 2002 SP5      | ۲۷ سپتامبر ۲۰۰۲ |
| ۱۶۳۴۸۵ | 2002 SB6      | ۲۷ سپتامبر ۲۰۰۲ |
| ۱۶۳۴۸۶ | 2002 SL6      | ۲۷ سپتامبر ۲۰۰۲ |
| ۱۶۳۴۸۷ | 2002 SM6      | ۲۷ سپتامبر ۲۰۰۲ |
| ۱۶۳۴۸۸ | 2002 ST10     | ۲۷ سپتامبر ۲۰۰۲ |
| ۱۶۳۴۸۹ | 2002 SE11     | ۲۷ سپتامبر ۲۰۰۲ |
| ۱۶۳۴۹۰ | 2002 SX11     | ۲۷ سپتامبر ۲۰۰۲ |
| ۱۶۳۴۹۱ | 2002 SM13     | ۲۷ سپتامبر ۲۰۰۲ |
| ۱۶۳۴۹۲ | 2002 SC26     | ۲۸ سپتامبر ۲۰۰۲ |
| ۱۶۳۴۹۳ | 2002 SV30     | ۲۸ سپتامبر ۲۰۰۲ |
| ۱۶۳۴۹۴ | 2002 SB31     | ۲۸ سپتامبر ۲۰۰۲ |
| ۱۶۳۴۹۵ | 2002 SH33     | ۲۸ سپتامبر ۲۰۰۲ |
| ۱۶۳۴۹۶ | 2002 SY38     | ۳۰ سپتامبر ۲۰۰۲ |
| ۱۶۳۴۹۷ | 2002 SX40     | ۳۰ سپتامبر ۲۰۰۲ |
| ۱۶۳۴۹۸ | 2002 SZ40     | ۳۰ سپتامبر ۲۰۰۲ |
| ۱۶۳۴۹۹ | 2002 SE41     | ۳۰ سپتامبر ۲۰۰۲ |
| ۱۶۳۵۰۰ | 2002 SO42     | ۲۸ سپتامبر ۲۰۰۲ |
| ۱۶۳۵۰۱ | 2002 SG44     | ۲۹ سپتامبر ۲۰۰۲ |
| ۱۶۳۵۰۲ | 2002 SA46     | ۲۹ سپتامبر ۲۰۰۲ |
| ۱۶۳۵۰۳ | 2002 SU46     | ۲۹ سپتامبر ۲۰۰۲ |
| ۱۶۳۵۰۴ | 2002 SW47     | ۳۰ سپتامبر ۲۰۰۲ |
| ۱۶۳۵۰۵ | 2002 SW48     | ۳۰ سپتامبر ۲۰۰۲ |
| ۱۶۳۵۰۶ | 2002 SJ55     | ۳۰ سپتامبر ۲۰۰۲ |
| ۱۶۳۵۰۷ | 2002 SC56     | ۳۰ سپتامبر ۲۰۰۲ |
| ۱۶۳۵۰۸ | 2002 SE59     | ۱۶ سپتامبر ۲۰۰۲ |
| ۱۶۳۵۰۹ | 2002 SU60     | ۱۶ سپتامبر ۲۰۰۲ |
| ۱۶۳۵۰۹ | 2002 TR       | ۱ اکتبر ۲۰۰۲    |
| ۱۶۳۵۱۱ | 2002 TL1      | ۱ اکتبر ۲۰۰۲    |
| ۱۶۳۵۱۲ | 2002 TR3      | ۱ اکتبر ۲۰۰۲    |
| ۱۶۳۵۱۳ | 2002 TT3      | ۱ اکتبر ۲۰۰۲    |
| ۱۶۳۵۱۴ | 2002 TN6      | ۱ اکتبر ۲۰۰۲    |
| ۱۶۳۵۱۵ | 2002 TR6      | ۱ اکتبر ۲۰۰۲    |
| ۱۶۳۵۱۶ | 2002 TP13     | ۱ اکتبر ۲۰۰۲    |
| ۱۶۳۵۱۷ | 2002 TX13     | ۱ اکتبر ۲۰۰۲    |
| ۱۶۳۵۱۸ | 2002 TF18     | ۲ اکتبر ۲۰۰۲    |
| ۱۶۳۵۱۹ | 2002 TW20     | ۲ اکتبر ۲۰۰۲    |
| ۱۶۳۵۲۰ | 2002 TY20     | ۲ اکتبر ۲۰۰۲    |
| ۱۶۳۵۲۱ | 2002 TX21     | ۲ اکتبر ۲۰۰۲    |
| ۱۶۳۵۲۲ | 2002 TD22     | ۲ اکتبر ۲۰۰۲    |
| ۱۶۳۵۲۳ | 2002 TU23     | ۲ اکتبر ۲۰۰۲    |
| ۱۶۳۵۲۴ | 2002 TA25     | ۲ اکتبر ۲۰۰۲    |
| ۱۶۳۵۲۵ | 2002 TM26     | ۲ اکتبر ۲۰۰۲    |
| ۱۶۳۵۲۶ | 2002 TP38     | ۲ اکتبر ۲۰۰۲    |
| ۱۶۳۵۲۷ | 2002 TA40     | ۲ اکتبر ۲۰۰۲    |
| ۱۶۳۵۲۸ | 2002 TR41     | ۲ اکتبر ۲۰۰۲    |
| ۱۶۳۵۲۹ | 2002 TV41     | ۲ اکتبر ۲۰۰۲    |
| ۱۶۳۵۳۰ | 2002 TU42     | ۲ اکتبر ۲۰۰۲    |
| ۱۶۳۵۳۱ | 2002 TP44     | ۲ اکتبر ۲۰۰۲    |
| ۱۶۳۵۳۲ | 2002 TR44     | ۲ اکتبر ۲۰۰۲    |
| ۱۶۳۵۳۳ | 2002 TY46     | ۲ اکتبر ۲۰۰۲    |
| ۱۶۳۵۳۴ | 2002 TQ51     | ۲ اکتبر ۲۰۰۲    |
| ۱۶۳۵۳۵ | 2002 TM55     | ۲ اکتبر ۲۰۰۲    |
| ۱۶۳۵۳۶ | 2002 TT55     | ۲ اکتبر ۲۰۰۲    |
| ۱۶۳۵۳۷ | 2002 TU55     | ۲ اکتبر ۲۰۰۲    |
| ۱۶۳۵۳۸ | 2002 TF67     | ۷ اکتبر ۲۰۰۲    |
| ۱۶۳۵۳۹ | 2002 TP67     | ۴ اکتبر ۲۰۰۲    |
| ۱۶۳۵۴۰ | 2002 TO76     | ۱ اکتبر ۲۰۰۲    |
| ۱۶۳۵۴۱ | 2002 TC77     | ۱ اکتبر ۲۰۰۲    |
| ۱۶۳۵۴۲ | 2002 TQ84     | ۲ اکتبر ۲۰۰۲    |
| ۱۶۳۵۴۳ | 2002 TY84     | ۲ اکتبر ۲۰۰۲    |
| ۱۶۳۵۴۴ | 2002 TK85     | ۲ اکتبر ۲۰۰۲    |
| ۱۶۳۵۴۵ | 2002 TJ88     | ۳ اکتبر ۲۰۰۲    |
| ۱۶۳۵۴۶ | 2002 TL90     | ۳ اکتبر ۲۰۰۲    |
| ۱۶۳۵۴۷ | 2002 TC94     | ۳ اکتبر ۲۰۰۲    |
| ۱۶۳۵۴۸ | 2002 TR94     | ۳ اکتبر ۲۰۰۲    |
| ۱۶۳۵۴۹ | 2002 TW94     | ۳ اکتبر ۲۰۰۲    |
| ۱۶۳۵۵۰ | 2002 TO104    | ۴ اکتبر ۲۰۰۲    |
| ۱۶۳۵۵۱ | 2002 TF107    | ۳ اکتبر ۲۰۰۲    |
| ۱۶۳۵۵۲ | 2002 TK110    | ۲ اکتبر ۲۰۰۲    |
| ۱۶۳۵۵۳ | 2002 TP112    | ۳ اکتبر ۲۰۰۲    |
| ۱۶۳۵۵۴ | 2002 TU114    | ۳ اکتبر ۲۰۰۲    |
| ۱۶۳۵۵۵ | 2002 TK117    | ۳ اکتبر ۲۰۰۲    |
| ۱۶۳۵۵۶ | 2002 TY118    | ۳ اکتبر ۲۰۰۲    |
| ۱۶۳۵۵۷ | 2002 TC121    | ۳ اکتبر ۲۰۰۲    |
| ۱۶۳۵۵۸ | 2002 TQ123    | ۴ اکتبر ۲۰۰۲    |
| ۱۶۳۵۵۹ | 2002 TK124    | ۴ اکتبر ۲۰۰۲    |
| ۱۶۳۵۶۰ | 2002 TL124    | ۴ اکتبر ۲۰۰۲    |
| ۱۶۳۵۶۱ | 2002 TN125    | ۴ اکتبر ۲۰۰۲    |
| ۱۶۳۵۶۲ | 2002 TB127    | ۴ اکتبر ۲۰۰۲    |
| ۱۶۳۵۶۳ | 2002 TM127    | ۴ اکتبر ۲۰۰۲    |
| ۱۶۳۵۶۴ | 2002 TV128    | ۴ اکتبر ۲۰۰۲    |
| ۱۶۳۵۶۵ | 2002 TK130    | ۴ اکتبر ۲۰۰۲    |
| ۱۶۳۵۶۶ | 2002 TS134    | ۴ اکتبر ۲۰۰۲    |
| ۱۶۳۵۶۷ | 2002 TU135    | ۴ اکتبر ۲۰۰۲    |
| ۱۶۳۵۶۸ | 2002 TF139    | ۴ اکتبر ۲۰۰۲    |
| ۱۶۳۵۶۹ | 2002 TY142    | ۴ اکتبر ۲۰۰۲    |
| ۱۶۳۵۷۰ | 2002 TJ143    | ۴ اکتبر ۲۰۰۲    |
| ۱۶۳۵۷۱ | 2002 TT143    | ۴ اکتبر ۲۰۰۲    |
| ۱۶۳۵۷۲ | 2002 TN157    | ۵ اکتبر ۲۰۰۲    |
| ۱۶۳۵۷۳ | 2002 TL159    | ۵ اکتبر ۲۰۰۲    |
| ۱۶۳۵۷۴ | 2002 TO159    | ۵ اکتبر ۲۰۰۲    |
| ۱۶۳۵۷۵ | 2002 TE160    | ۵ اکتبر ۲۰۰۲    |
| ۱۶۳۵۷۶ | 2002 TE164    | ۵ اکتبر ۲۰۰۲    |
| ۱۶۳۵۷۷ | 2002 TL169    | ۳ اکتبر ۲۰۰۲    |
| ۱۶۳۵۷۸ | 2002 TK173    | ۴ اکتبر ۲۰۰۲    |
| ۱۶۳۵۷۹ | 2002 TV174    | ۴ اکتبر ۲۰۰۲    |
| ۱۶۳۵۸۰ | 2002 TR180    | ۱۴ اکتبر ۲۰۰۲   |
| ۱۶۳۵۸۱ | 2002 TA183    | ۴ اکتبر ۲۰۰۲    |
| ۱۶۳۵۸۲ | 2002 TD184    | ۴ اکتبر ۲۰۰۲    |
| ۱۶۳۵۸۳ | 2002 TS185    | ۴ اکتبر ۲۰۰۲    |
| ۱۶۳۵۸۴ | 2002 TG188    | ۴ اکتبر ۲۰۰۲    |
| ۱۶۳۵۸۵ | 2002 TO188    | ۴ اکتبر ۲۰۰۲    |
| ۱۶۳۵۸۶ | 2002 TQ189    | ۵ اکتبر ۲۰۰۲    |
| ۱۶۳۵۸۷ | 2002 TX190    | ۱ اکتبر ۲۰۰۲    |
| ۱۶۳۵۸۸ | 2002 TR191    | ۵ اکتبر ۲۰۰۲    |
| ۱۶۳۵۸۹ | 2002 TG192    | ۵ اکتبر ۲۰۰۲    |
| ۱۶۳۵۹۰ | 2002 TN192    | ۵ اکتبر ۲۰۰۲    |
| ۱۶۳۵۹۱ | 2002 TO202    | ۴ اکتبر ۲۰۰۲    |
| ۱۶۳۵۹۲ | 2002 TS203    | ۴ اکتبر ۲۰۰۲    |
| ۱۶۳۵۹۳ | 2002 TA206    | ۴ اکتبر ۲۰۰۲    |
| ۱۶۳۵۹۴ | 2002 TH207    | ۴ اکتبر ۲۰۰۲    |
| ۱۶۳۵۹۵ | 2002 TM209    | ۶ اکتبر ۲۰۰۲    |
| ۱۶۳۵۹۶ | 2002 TS214    | ۴ اکتبر ۲۰۰۲    |
| ۱۶۳۵۹۷ | 2002 TO225    | ۸ اکتبر ۲۰۰۲    |
| ۱۶۳۵۹۸ | 2002 TQ230    | ۷ اکتبر ۲۰۰۲    |
| ۱۶۳۵۹۹ | 2002 TG236    | ۶ اکتبر ۲۰۰۲    |
| ۱۶۳۶۰۰ | 2002 TF238    | ۷ اکتبر ۲۰۰۲    |
| ۱۶۳۶۰۱ | 2002 TJ238    | ۷ اکتبر ۲۰۰۲    |
| ۱۶۳۶۰۲ | 2002 TW238    | ۷ اکتبر ۲۰۰۲    |
| ۱۶۳۶۰۳ | 2002 TD242    | ۹ اکتبر ۲۰۰۲    |
| ۱۶۳۶۰۴ | 2002 TM242    | ۹ اکتبر ۲۰۰۲    |
| ۱۶۳۶۰۵ | 2002 TU243    | ۹ اکتبر ۲۰۰۲    |
| ۱۶۳۶۰۶ | 2002 TY257    | ۹ اکتبر ۲۰۰۲    |
| ۱۶۳۶۰۷ | 2002 TD258    | ۹ اکتبر ۲۰۰۲    |
| ۱۶۳۶۰۸ | 2002 TW259    | ۹ اکتبر ۲۰۰۲    |
| ۱۶۳۶۰۹ | 2002 TC260    | ۹ اکتبر ۲۰۰۲    |
| ۱۶۳۶۱۰ | 2002 TX260    | ۹ اکتبر ۲۰۰۲    |
| ۱۶۳۶۱۱ | 2002 TW263    | ۱۰ اکتبر ۲۰۰۲   |
| ۱۶۳۶۱۲ | 2002 TW276    | ۹ اکتبر ۲۰۰۲    |
| ۱۶۳۶۱۳ | 2002 TM278    | ۱۰ اکتبر ۲۰۰۲   |
| ۱۶۳۶۱۴ | 2002 TQ280    | ۱۰ اکتبر ۲۰۰۲   |
| ۱۶۳۶۱۵ | 2002 TG281    | ۱۰ اکتبر ۲۰۰۲   |
| ۱۶۳۶۱۶ | 2002 TO281    | ۱۰ اکتبر ۲۰۰۲   |
| ۱۶۳۶۱۷ | 2002 TC282    | ۱۰ اکتبر ۲۰۰۲   |
| ۱۶۳۶۱۸ | 2002 TG282    | ۱۰ اکتبر ۲۰۰۲   |
| ۱۶۳۶۱۹ | 2002 TN286    | ۱۰ اکتبر ۲۰۰۲   |
| ۱۶۳۶۲۰ | 2002 TE287    | ۱۰ اکتبر ۲۰۰۲   |
| ۱۶۳۶۲۱ | 2002 TP294    | ۱۲ اکتبر ۲۰۰۲   |
| ۱۶۳۶۲۲ | 2002 TQ300    | ۱۵ اکتبر ۲۰۰۲   |
| ۱۶۳۶۲۳ | 2002 TR346    | ۵ اکتبر ۲۰۰۲    |
| ۱۶۳۶۲۴ | 2002 TD366    | ۱۰ اکتبر ۲۰۰۲   |
| ۱۶۳۶۲۵ | 2002 TU367    | ۱۰ اکتبر ۲۰۰۲   |
| ۱۶۳۶۲۶ | Glatfelter    | ۲۷ اکتبر ۲۰۰۲   |
| ۱۶۳۶۲۷ | 2002 UB7      | ۲۸ اکتبر ۲۰۰۲   |
| ۱۶۳۶۲۸ | 2002 UH8      | ۲۸ اکتبر ۲۰۰۲   |
| ۱۶۳۶۲۹ | 2002 UU9      | ۲۶ اکتبر ۲۰۰۲   |
| ۱۶۳۶۳۰ | 2002 UH11     | ۲۹ اکتبر ۲۰۰۲   |
| ۱۶۳۶۳۱ | 2002 UN13     | ۲۸ اکتبر ۲۰۰۲   |
| ۱۶۳۶۳۲ | 2002 UG18     | ۳۰ اکتبر ۲۰۰۲   |
| ۱۶۳۶۳۳ | 2002 UT18     | ۳۰ اکتبر ۲۰۰۲   |
| ۱۶۳۶۳۴ | 2002 UW25     | ۳۰ اکتبر ۲۰۰۲   |
| ۱۶۳۶۳۵ | 2002 UL26     | ۳۱ اکتبر ۲۰۰۲   |
| ۱۶۳۶۳۶ | 2002 UZ27     | ۳۰ اکتبر ۲۰۰۲   |
| ۱۶۳۶۳۷ | 2002 UU38     | ۳۱ اکتبر ۲۰۰۲   |
| ۱۶۳۶۳۸ | 2002 UN46     | ۳۱ اکتبر ۲۰۰۲   |
| ۱۶۳۶۳۹ | 2002 UN51     | ۲۹ اکتبر ۲۰۰۲   |
| ۱۶۳۶۴۰ | 2002 UB59     | ۲۹ اکتبر ۲۰۰۲   |
| ۱۶۳۶۴۱ | 2002 UC68     | ۳۰ اکتبر ۲۰۰۲   |
| ۱۶۳۶۴۲ | 2002 UA70     | ۲۹ اکتبر ۲۰۰۲   |
| ۱۶۳۶۴۳ | 2002 VO2      | ۱ نوامبر ۲۰۰۲   |
| ۱۶۳۶۴۴ | 2002 VS3      | ۱ نوامبر ۲۰۰۲   |
| ۱۶۳۶۴۵ | 2002 VB10     | ۱ نوامبر ۲۰۰۲   |
| ۱۶۳۶۴۶ | 2002 VQ12     | ۴ نوامبر ۲۰۰۲   |
| ۱۶۳۶۴۷ | 2002 VE25     | ۵ نوامبر ۲۰۰۲   |
| ۱۶۳۶۴۸ | 2002 VV25     | ۵ نوامبر ۲۰۰۲   |
| ۱۶۳۶۴۹ | 2002 VR36     | ۵ نوامبر ۲۰۰۲   |
| ۱۶۳۶۵۰ | 2002 VB46     | ۵ نوامبر ۲۰۰۲   |
| ۱۶۳۶۵۱ | 2002 VO62     | ۵ نوامبر ۲۰۰۲   |
| ۱۶۳۶۵۲ | 2002 VQ68     | ۷ نوامبر ۲۰۰۲   |
| ۱۶۳۶۵۳ | 2002 VK70     | ۷ نوامبر ۲۰۰۲   |
| ۱۶۳۶۵۴ | 2002 VT73     | ۷ نوامبر ۲۰۰۲   |
| ۱۶۳۶۵۵ | 2002 VH79     | ۷ نوامبر ۲۰۰۲   |
| ۱۶۳۶۵۶ | 2002 VX85     | ۱۱ نوامبر ۲۰۰۲  |
| ۱۶۳۶۵۷ | 2002 VB86     | ۸ نوامبر ۲۰۰۲   |
| ۱۶۳۶۵۸ | 2002 VB87     | ۸ نوامبر ۲۰۰۲   |
| ۱۶۳۶۵۹ | 2002 VX111    | ۱۳ نوامبر ۲۰۰۲  |
| ۱۶۳۶۶۰ | 2002 VQ116    | ۱۳ نوامبر ۲۰۰۲  |
| ۱۶۳۶۶۱ | 2002 VQ120    | ۱۲ نوامبر ۲۰۰۲  |
| ۱۶۳۶۶۲ | 2002 VR120    | ۱۲ نوامبر ۲۰۰۲  |
| ۱۶۳۶۶۳ | 2002 VV122    | ۱۳ نوامبر ۲۰۰۲  |
| ۱۶۳۶۶۴ | 2002 VD127    | ۱۳ نوامبر ۲۰۰۲  |
| ۱۶۳۶۶۵ | 2002 VN131    | ۱۳ نوامبر ۲۰۰۲  |
| ۱۶۳۶۶۵ | 2002 WD       | ۱۶ نوامبر ۲۰۰۲  |
| ۱۶۳۶۶۷ | 2002 WC1      | ۲۲ نوامبر ۲۰۰۲  |
| ۱۶۳۶۶۸ | 2002 WF7      | ۲۴ نوامبر ۲۰۰۲  |
| ۱۶۳۶۶۹ | 2002 WK8      | ۲۴ نوامبر ۲۰۰۲  |
| ۱۶۳۶۷۰ | 2002 WL12     | ۲۷ نوامبر ۲۰۰۲  |
| ۱۶۳۶۷۱ | 2002 WD13     | ۳۰ نوامبر ۲۰۰۲  |
| ۱۶۳۶۷۲ | 2002 XO3      | ۲ دسامبر ۲۰۰۲   |
| ۱۶۳۶۷۳ | 2002 XS7      | ۲ دسامبر ۲۰۰۲   |
| ۱۶۳۶۷۴ | 2002 XP12     | ۳ دسامبر ۲۰۰۲   |
| ۱۶۳۶۷۵ | 2002 XC31     | ۶ دسامبر ۲۰۰۲   |
| ۱۶۳۶۷۶ | 2002 XG62     | ۱۱ دسامبر ۲۰۰۲  |
| ۱۶۳۶۷۷ | 2002 XP62     | ۱۱ دسامبر ۲۰۰۲  |
| ۱۶۳۶۷۸ | 2002 XT65     | ۱۲ دسامبر ۲۰۰۲  |
| ۱۶۳۶۷۹ | 2002 XG84     | ۱۴ دسامبر ۲۰۰۲  |
| ۱۶۳۶۸۰ | 2002 XK84     | ۱۴ دسامبر ۲۰۰۲  |
| ۱۶۳۶۸۱ | 2002 XM101    | ۵ دسامبر ۲۰۰۲   |
| ۱۶۳۶۸۲ | 2002 XV109    | ۶ دسامبر ۲۰۰۲   |
| ۱۶۳۶۸۳ | 2002 YP2      | ۲۸ دسامبر ۲۰۰۲  |
| ۱۶۳۶۸۴ | 2002 YX22     | ۳۱ دسامبر ۲۰۰۲  |
| ۱۶۳۶۸۵ | 2002 YK33     | ۳۱ دسامبر ۲۰۰۲  |
| ۱۶۳۶۸۶ | 2003 AM21     | ۵ ژانویه ۲۰۰۳   |
| ۱۶۳۶۸۷ | 2003 AC35     | ۷ ژانویه ۲۰۰۳   |
| ۱۶۳۶۸۸ | 2003 AC92     | ۷ ژانویه ۲۰۰۳   |
| ۱۶۳۶۸۹ | 2003 BG2      | ۲۵ ژانویه ۲۰۰۳  |
| ۱۶۳۶۹۰ | 2003 BJ7      | ۲۵ ژانویه ۲۰۰۳  |
| ۱۶۳۶۹۱ | 2003 BB43     | ۲۸ ژانویه ۲۰۰۳  |
| ۱۶۳۶۹۲ | 2003 CY18     | ۹ فوریه ۲۰۰۳    |
| ۱۶۳۶۹۳ | Atira         | ۱۱ فوریه ۲۰۰۳   |
| ۱۶۳۶۹۴ | 2003 DP13     | ۲۷ فوریه ۲۰۰۳   |
| ۱۶۳۶۹۵ | 2003 EB7      | ۶ مارس ۲۰۰۳     |
| ۱۶۳۶۹۶ | 2003 EB50     | ۱۰ مارس ۲۰۰۳    |
| ۱۶۳۶۹۷ | 2003 EF54     | ۱۲ مارس ۲۰۰۳    |
| ۱۶۳۶۹۸ | 2003 EA62     | ۷ مارس ۲۰۰۳     |
| ۱۶۳۶۹۹ | 2003 FW9      | ۲۲ مارس ۲۰۰۳    |
| ۱۶۳۷۰۰ | 2003 FP49     | ۲۴ مارس ۲۰۰۳    |
| ۱۶۳۷۰۱ | 2003 FC53     | ۲۵ مارس ۲۰۰۳    |
| ۱۶۳۷۰۲ | 2003 FR72     | ۲۶ مارس ۲۰۰۳    |
| ۱۶۳۷۰۳ | 2003 FY82     | ۲۷ مارس ۲۰۰۳    |
| ۱۶۳۷۰۴ | 2003 FL100    | ۳۱ مارس ۲۰۰۳    |
| ۱۶۳۷۰۵ | 2003 FR107    | ۳۰ مارس ۲۰۰۳    |
| ۱۶۳۷۰۶ | 2003 FF108    | ۲۹ مارس ۲۰۰۳    |
| ۱۶۳۷۰۷ | 2003 FS113    | ۳۱ مارس ۲۰۰۳    |
| ۱۶۳۷۰۸ | 2003 FF117    | ۲۴ مارس ۲۰۰۳    |
| ۱۶۳۷۰۹ | 2003 FY118    | ۲۶ مارس ۲۰۰۳    |
| ۱۶۳۷۱۰ | 2003 GK5      | ۱ آوریل ۲۰۰۳    |
| ۱۶۳۷۱۱ | 2003 GH6      | ۲ آوریل ۲۰۰۳    |
| ۱۶۳۷۱۲ | 2003 GB7      | ۱ آوریل ۲۰۰۳    |
| ۱۶۳۷۱۳ | 2003 GW7      | ۲ آوریل ۲۰۰۳    |
| ۱۶۳۷۱۴ | 2003 GT23     | ۵ آوریل ۲۰۰۳    |
| ۱۶۳۷۱۵ | 2003 HQ2      | ۲۱ آوریل ۲۰۰۳   |
| ۱۶۳۷۱۶ | 2003 HA5      | ۲۴ آوریل ۲۰۰۳   |
| ۱۶۳۷۱۷ | 2003 HC8      | ۲۴ آوریل ۲۰۰۳   |
| ۱۶۳۷۱۸ | 2003 HJ21     | ۲۶ آوریل ۲۰۰۳   |
| ۱۶۳۷۱۹ | 2003 HM21     | ۲۶ آوریل ۲۰۰۳   |
| ۱۶۳۷۲۰ | 2003 HW25     | ۲۵ آوریل ۲۰۰۳   |
| ۱۶۳۷۲۱ | 2003 HQ27     | ۲۵ آوریل ۲۰۰۳   |
| ۱۶۳۷۲۲ | 2003 HC29     | ۲۸ آوریل ۲۰۰۳   |
| ۱۶۳۷۲۳ | 2003 HA39     | ۲۹ آوریل ۲۰۰۳   |
| ۱۶۳۷۲۴ | 2003 HY47     | ۳۰ آوریل ۲۰۰۳   |
| ۱۶۳۷۲۵ | 2003 HA52     | ۳۰ آوریل ۲۰۰۳   |
| ۱۶۳۷۲۶ | 2003 HX54     | ۲۴ آوریل ۲۰۰۳   |
| ۱۶۳۷۲۷ | 2003 JV2      | ۱ مه ۲۰۰۳       |
| ۱۶۳۷۲۸ | 2003 JP3      | ۲ مه ۲۰۰۳       |
| ۱۶۳۷۲۹ | 2003 JQ7      | ۲ مه ۲۰۰۳       |
| ۱۶۳۷۳۰ | 2003 JT15     | ۶ مه ۲۰۰۳       |
| ۱۶۳۷۳۰ | 2003 KD       | ۲۰ مه ۲۰۰۳      |
| ۱۶۳۷۳۲ | 2003 KP2      | ۲۲ مه ۲۰۰۳      |
| ۱۶۳۷۳۳ | 2003 KJ4      | ۲۰ مه ۲۰۰۳      |
| ۱۶۳۷۳۴ | 2003 KD6      | ۲۵ مه ۲۰۰۳      |
| ۱۶۳۷۳۵ | 2003 KN7      | ۲۵ مه ۲۰۰۳      |
| ۱۶۳۷۳۶ | 2003 KX10     | ۲۶ مه ۲۰۰۳      |
| ۱۶۳۷۳۷ | 2003 KL16     | ۲۶ مه ۲۰۰۳      |
| ۱۶۳۷۳۸ | 2003 KZ17     | ۲۷ مه ۲۰۰۳      |
| ۱۶۳۷۳۹ | 2003 KE19     | ۳۰ مه ۲۰۰۳      |
| ۱۶۳۷۴۰ | 2003 LU2      | ۱ ژوئن ۲۰۰۳     |
| ۱۶۳۷۴۱ | 2003 LV3      | ۱ ژوئن ۲۰۰۳     |
| ۱۶۳۷۴۱ | 2003 MQ       | ۲۱ ژوئن ۲۰۰۳    |
| ۱۶۳۷۴۳ | 2003 MN3      | ۲۵ ژوئن ۲۰۰۳    |
| ۱۶۳۷۴۴ | 2003 MY3      | ۲۶ ژوئن ۲۰۰۳    |
| ۱۶۳۷۴۵ | 2003 MY8      | ۲۸ ژوئن ۲۰۰۳    |
| ۱۶۳۷۴۶ | 2003 MO11     | ۲۵ ژوئن ۲۰۰۳    |
| ۱۶۳۷۴۷ | 2003 ND2      | ۲ ژوئیه ۲۰۰۳    |
| ۱۶۳۷۴۸ | 2003 NM2      | ۳ ژوئیه ۲۰۰۳    |
| ۱۶۳۷۴۹ | 2003 NR7      | ۹ ژوئیه ۲۰۰۳    |
| ۱۶۳۷۵۰ | 2003 NO9      | ۲ ژوئیه ۲۰۰۳    |
| ۱۶۳۷۵۰ | 2003 OQ       | ۲۰ ژوئیه ۲۰۰۳   |
| ۱۶۳۷۵۲ | 2003 OC1      | ۲۲ ژوئیه ۲۰۰۳   |
| ۱۶۳۷۵۳ | 2003 OZ4      | ۲۲ ژوئیه ۲۰۰۳   |
| ۱۶۳۷۵۴ | 2003 OD6      | ۲۱ ژوئیه ۲۰۰۳   |
| ۱۶۳۷۵۵ | 2003 OG6      | ۲۲ ژوئیه ۲۰۰۳   |
| ۱۶۳۷۵۶ | 2003 OQ7      | ۲۵ ژوئیه ۲۰۰۳   |
| ۱۶۳۷۵۷ | 2003 OJ9      | ۲۳ ژوئیه ۲۰۰۳   |
| ۱۶۳۷۵۸ | 2003 OS13     | ۲۹ ژوئیه ۲۰۰۳   |
| ۱۶۳۷۵۹ | 2003 OV13     | ۲۵ ژوئیه ۲۰۰۳   |
| ۱۶۳۷۶۰ | 2003 OR14     | ۲۲ ژوئیه ۲۰۰۳   |
| ۱۶۳۷۶۱ | 2003 OV14     | ۲۲ ژوئیه ۲۰۰۳   |
| ۱۶۳۷۶۲ | 2003 OH20     | ۲۵ ژوئیه ۲۰۰۳   |
| ۱۶۳۷۶۳ | 2003 OD23     | ۳۰ ژوئیه ۲۰۰۳   |
| ۱۶۳۷۶۴ | 2003 OX27     | ۲۴ ژوئیه ۲۰۰۳   |
| ۱۶۳۷۶۵ | 2003 OY27     | ۲۴ ژوئیه ۲۰۰۳   |
| ۱۶۳۷۶۶ | 2003 OL28     | ۲۴ ژوئیه ۲۰۰۳   |
| ۱۶۳۷۶۷ | 2003 PP2      | ۲ اوت ۲۰۰۳      |
| ۱۶۳۷۶۸ | 2003 PS2      | ۲ اوت ۲۰۰۳      |
| ۱۶۳۷۶۹ | 2003 PA4      | ۲ اوت ۲۰۰۳      |
| ۱۶۳۷۷۰ | 2003 PX4      | ۳ اوت ۲۰۰۳      |
| ۱۶۳۷۷۱ | 2003 PT8      | ۴ اوت ۲۰۰۳      |
| ۱۶۳۷۷۲ | 2003 PU12     | ۲ اوت ۲۰۰۳      |
| ۱۶۳۷۷۳ | 2003 QZ1      | ۱۹ اوت ۲۰۰۳     |
| ۱۶۳۷۷۴ | 2003 QZ3      | ۱۸ اوت ۲۰۰۳     |
| ۱۶۳۷۷۵ | 2003 QR8      | ۲۰ اوت ۲۰۰۳     |
| ۱۶۳۷۷۶ | 2003 QL9      | ۲۰ اوت ۲۰۰۳     |
| ۱۶۳۷۷۷ | 2003 QJ13     | ۲۲ اوت ۲۰۰۳     |
| ۱۶۳۷۷۸ | 2003 QX16     | ۲۱ اوت ۲۰۰۳     |
| ۱۶۳۷۷۹ | 2003 QQ19     | ۲۲ اوت ۲۰۰۳     |
| ۱۶۳۷۸۰ | 2003 QZ19     | ۲۲ اوت ۲۰۰۳     |
| ۱۶۳۷۸۱ | 2003 QA23     | ۲۰ اوت ۲۰۰۳     |
| ۱۶۳۷۸۲ | 2003 QZ26     | ۲۲ اوت ۲۰۰۳     |
| ۱۶۳۷۸۳ | 2003 QU33     | ۲۲ اوت ۲۰۰۳     |
| ۱۶۳۷۸۴ | 2003 QY36     | ۲۲ اوت ۲۰۰۳     |
| ۱۶۳۷۸۵ | 2003 QJ37     | ۲۲ اوت ۲۰۰۳     |
| ۱۶۳۷۸۶ | 2003 QJ38     | ۲۲ اوت ۲۰۰۳     |
| ۱۶۳۷۸۷ | 2003 QD39     | ۲۲ اوت ۲۰۰۳     |
| ۱۶۳۷۸۸ | 2003 QA40     | ۲۲ اوت ۲۰۰۳     |
| ۱۶۳۷۸۹ | 2003 QS42     | ۲۲ اوت ۲۰۰۳     |
| ۱۶۳۷۹۰ | 2003 QE43     | ۲۲ اوت ۲۰۰۳     |
| ۱۶۳۷۹۱ | 2003 QW44     | ۲۳ اوت ۲۰۰۳     |
| ۱۶۳۷۹۲ | 2003 QV45     | ۲۳ اوت ۲۰۰۳     |
| ۱۶۳۷۹۳ | 2003 QM51     | ۲۲ اوت ۲۰۰۳     |
| ۱۶۳۷۹۴ | 2003 QE54     | ۲۳ اوت ۲۰۰۳     |
| ۱۶۳۷۹۵ | 2003 QN57     | ۲۳ اوت ۲۰۰۳     |
| ۱۶۳۷۹۶ | 2003 QU58     | ۲۳ اوت ۲۰۰۳     |
| ۱۶۳۷۹۷ | 2003 QF62     | ۲۳ اوت ۲۰۰۳     |
| ۱۶۳۷۹۸ | 2003 QU64     | ۲۳ اوت ۲۰۰۳     |
| ۱۶۳۷۹۹ | 2003 QR69     | ۲۴ اوت ۲۰۰۳     |
| ۱۶۳۸۰۰ | Richardnorton | ۲۶ اوت ۲۰۰۳     |
| ۱۶۳۸۰۱ | 2003 QQ73     | ۲۶ اوت ۲۰۰۳     |
| ۱۶۳۸۰۲ | 2003 QG74     | ۲۴ اوت ۲۰۰۳     |
| ۱۶۳۸۰۳ | 2003 QO79     | ۲۶ اوت ۲۰۰۳     |
| ۱۶۳۸۰۴ | 2003 QQ88     | ۲۵ اوت ۲۰۰۳     |
| ۱۶۳۸۰۵ | 2003 QX92     | ۲۷ اوت ۲۰۰۳     |
| ۱۶۳۸۰۶ | 2003 QJ94     | ۲۸ اوت ۲۰۰۳     |
| ۱۶۳۸۰۷ | 2003 QO100    | ۲۸ اوت ۲۰۰۳     |
| ۱۶۳۸۰۸ | 2003 QC104    | ۳۱ اوت ۲۰۰۳     |
| ۱۶۳۸۰۹ | 2003 QO105    | ۳۱ اوت ۲۰۰۳     |
| ۱۶۳۸۱۰ | 2003 QQ109    | ۳۱ اوت ۲۰۰۳     |
| ۱۶۳۸۱۱ | 2003 QH114    | ۲۱ اوت ۲۰۰۳     |
| ۱۶۳۸۱۲ | 2003 RR1      | ۲ سپتامبر ۲۰۰۳  |
| ۱۶۳۸۱۳ | 2003 RW1      | ۲ سپتامبر ۲۰۰۳  |
| ۱۶۳۸۱۴ | 2003 RB2      | ۳ سپتامبر ۲۰۰۳  |
| ۱۶۳۸۱۵ | 2003 RR2      | ۱ سپتامبر ۲۰۰۳  |
| ۱۶۳۸۱۶ | 2003 RD4      | ۱ سپتامبر ۲۰۰۳  |
| ۱۶۳۸۱۷ | 2003 RP5      | ۳ سپتامبر ۲۰۰۳  |
| ۱۶۳۸۱۸ | 2003 RX7      | ۶ سپتامبر ۲۰۰۳  |
| ۱۶۳۸۱۹ | Teleki        | ۷ سپتامبر ۲۰۰۳  |
| ۱۶۳۸۲۰ | 2003 RU9      | ۷ سپتامبر ۲۰۰۳  |
| ۱۶۳۸۲۱ | 2003 RJ18     | ۱۳ سپتامبر ۲۰۰۳ |
| ۱۶۳۸۲۲ | 2003 RY21     | ۱۴ سپتامبر ۲۰۰۳ |
| ۱۶۳۸۲۳ | 2003 RJ24     | ۱۵ سپتامبر ۲۰۰۳ |
| ۱۶۳۸۲۴ | 2003 SE5      | ۱۶ سپتامبر ۲۰۰۳ |
| ۱۶۳۸۲۵ | 2003 SH5      | ۱۶ سپتامبر ۲۰۰۳ |
| ۱۶۳۸۲۶ | 2003 SK6      | ۱۶ سپتامبر ۲۰۰۳ |
| ۱۶۳۸۲۷ | 2003 SF12     | ۱۶ سپتامبر ۲۰۰۳ |
| ۱۶۳۸۲۸ | 2003 SY21     | ۱۶ سپتامبر ۲۰۰۳ |
| ۱۶۳۸۲۹ | 2003 SZ21     | ۱۶ سپتامبر ۲۰۰۳ |
| ۱۶۳۸۳۰ | 2003 SB26     | ۱۷ سپتامبر ۲۰۰۳ |
| ۱۶۳۸۳۱ | 2003 SB27     | ۱۸ سپتامبر ۲۰۰۳ |
| ۱۶۳۸۳۲ | 2003 SC27     | ۱۸ سپتامبر ۲۰۰۳ |
| ۱۶۳۸۳۳ | 2003 SE30     | ۱۸ سپتامبر ۲۰۰۳ |
| ۱۶۳۸۳۴ | 2003 SM36     | ۱۷ سپتامبر ۲۰۰۳ |
| ۱۶۳۸۳۵ | 2003 SF41     | ۱۷ سپتامبر ۲۰۰۳ |
| ۱۶۳۸۳۶ | 2003 SG41     | ۱۷ سپتامبر ۲۰۰۳ |
| ۱۶۳۸۳۷ | 2003 SN41     | ۱۷ سپتامبر ۲۰۰۳ |
| ۱۶۳۸۳۸ | 2003 ST41     | ۱۶ سپتامبر ۲۰۰۳ |
| ۱۶۳۸۳۹ | 2003 ST45     | ۱۶ سپتامبر ۲۰۰۳ |
| ۱۶۳۸۴۰ | 2003 SG47     | ۱۶ سپتامبر ۲۰۰۳ |
| ۱۶۳۸۴۱ | 2003 SL51     | ۱۸ سپتامبر ۲۰۰۳ |
| ۱۶۳۸۴۲ | 2003 SN55     | ۱۶ سپتامبر ۲۰۰۳ |
| ۱۶۳۸۴۳ | 2003 SP56     | ۱۶ سپتامبر ۲۰۰۳ |
| ۱۶۳۸۴۴ | 2003 SW57     | ۱۶ سپتامبر ۲۰۰۳ |
| ۱۶۳۸۴۵ | 2003 SP60     | ۱۷ سپتامبر ۲۰۰۳ |
| ۱۶۳۸۴۶ | 2003 SW63     | ۱۷ سپتامبر ۲۰۰۳ |
| ۱۶۳۸۴۷ | 2003 SF64     | ۱۸ سپتامبر ۲۰۰۳ |
| ۱۶۳۸۴۸ | 2003 SW65     | ۱۸ سپتامبر ۲۰۰۳ |
| ۱۶۳۸۴۹ | 2003 SG69     | ۱۷ سپتامبر ۲۰۰۳ |
| ۱۶۳۸۵۰ | 2003 SM79     | ۱۹ سپتامبر ۲۰۰۳ |
| ۱۶۳۸۵۱ | 2003 SK80     | ۱۹ سپتامبر ۲۰۰۳ |
| ۱۶۳۸۵۲ | 2003 SV81     | ۱۶ سپتامبر ۲۰۰۳ |
| ۱۶۳۸۵۳ | 2003 SW82     | ۱۸ سپتامبر ۲۰۰۳ |
| ۱۶۳۸۵۴ | 2003 SX83     | ۱۸ سپتامبر ۲۰۰۳ |
| ۱۶۳۸۵۵ | 2003 SU86     | ۱۷ سپتامبر ۲۰۰۳ |
| ۱۶۳۸۵۶ | 2003 SP90     | ۱۸ سپتامبر ۲۰۰۳ |
| ۱۶۳۸۵۷ | 2003 SF91     | ۱۸ سپتامبر ۲۰۰۳ |
| ۱۶۳۸۵۸ | 2003 SU93     | ۱۸ سپتامبر ۲۰۰۳ |
| ۱۶۳۸۵۹ | 2003 SK95     | ۱۹ سپتامبر ۲۰۰۳ |
| ۱۶۳۸۶۰ | 2003 SS95     | ۱۹ سپتامبر ۲۰۰۳ |
| ۱۶۳۸۶۱ | 2003 SK97     | ۱۹ سپتامبر ۲۰۰۳ |
| ۱۶۳۸۶۲ | 2003 SX98     | ۱۹ سپتامبر ۲۰۰۳ |
| ۱۶۳۸۶۳ | 2003 SS101    | ۲۰ سپتامبر ۲۰۰۳ |
| ۱۶۳۸۶۴ | 2003 SN102    | ۲۰ سپتامبر ۲۰۰۳ |
| ۱۶۳۸۶۵ | 2003 SB107    | ۲۰ سپتامبر ۲۰۰۳ |
| ۱۶۳۸۶۶ | 2003 SE111    | ۲۰ سپتامبر ۲۰۰۳ |
| ۱۶۳۸۶۷ | 2003 SM132    | ۱۹ سپتامبر ۲۰۰۳ |
| ۱۶۳۸۶۸ | 2003 SF134    | ۱۸ سپتامبر ۲۰۰۳ |
| ۱۶۳۸۶۹ | 2003 SK136    | ۱۹ سپتامبر ۲۰۰۳ |
| ۱۶۳۸۷۰ | 2003 SG137    | ۲۰ سپتامبر ۲۰۰۳ |
| ۱۶۳۸۷۱ | 2003 SE143    | ۲۰ سپتامبر ۲۰۰۳ |
| ۱۶۳۸۷۲ | 2003 SD146    | ۲۰ سپتامبر ۲۰۰۳ |
| ۱۶۳۸۷۳ | 2003 SN147    | ۲۰ سپتامبر ۲۰۰۳ |
| ۱۶۳۸۷۴ | 2003 SW147    | ۲۱ سپتامبر ۲۰۰۳ |
| ۱۶۳۸۷۵ | 2003 SE162    | ۱۹ سپتامبر ۲۰۰۳ |
| ۱۶۳۸۷۶ | 2003 SM162    | ۱۹ سپتامبر ۲۰۰۳ |
| ۱۶۳۸۷۷ | 2003 SF163    | ۱۹ سپتامبر ۲۰۰۳ |
| ۱۶۳۸۷۸ | 2003 SH163    | ۱۹ سپتامبر ۲۰۰۳ |
| ۱۶۳۸۷۹ | 2003 SY168    | ۲۳ سپتامبر ۲۰۰۳ |
| ۱۶۳۸۸۰ | 2003 SK169    | ۲۳ سپتامبر ۲۰۰۳ |
| ۱۶۳۸۸۱ | 2003 SK170    | ۲۳ سپتامبر ۲۰۰۳ |
| ۱۶۳۸۸۲ | 2003 SE173    | ۱۸ سپتامبر ۲۰۰۳ |
| ۱۶۳۸۸۳ | 2003 ST177    | ۱۸ سپتامبر ۲۰۰۳ |
| ۱۶۳۸۸۴ | 2003 SC179    | ۱۹ سپتامبر ۲۰۰۳ |
| ۱۶۳۸۸۵ | 2003 SN180    | ۱۹ سپتامبر ۲۰۰۳ |
| ۱۶۳۸۸۶ | 2003 SJ185    | ۲۱ سپتامبر ۲۰۰۳ |
| ۱۶۳۸۸۷ | 2003 SL189    | ۲۲ سپتامبر ۲۰۰۳ |
| ۱۶۳۸۸۸ | 2003 SK191    | ۱۸ سپتامبر ۲۰۰۳ |
| ۱۶۳۸۸۹ | 2003 SS196    | ۲۰ سپتامبر ۲۰۰۳ |
| ۱۶۳۸۹۰ | 2003 SC199    | ۲۱ سپتامبر ۲۰۰۳ |
| ۱۶۳۸۹۱ | 2003 SJ199    | ۲۱ سپتامبر ۲۰۰۳ |
| ۱۶۳۸۹۲ | 2003 SQ199    | ۲۱ سپتامبر ۲۰۰۳ |
| ۱۶۳۸۹۳ | 2003 SX201    | ۲۶ سپتامبر ۲۰۰۳ |
| ۱۶۳۸۹۴ | 2003 SM203    | ۲۲ سپتامبر ۲۰۰۳ |
| ۱۶۳۸۹۵ | 2003 SN205    | ۲۴ سپتامبر ۲۰۰۳ |
| ۱۶۳۸۹۶ | 2003 SQ206    | ۲۵ سپتامبر ۲۰۰۳ |
| ۱۶۳۸۹۷ | 2003 SP211    | ۲۵ سپتامبر ۲۰۰۳ |
| ۱۶۳۸۹۸ | 2003 SN216    | ۲۶ سپتامبر ۲۰۰۳ |
| ۱۶۳۸۹۹ | 2003 SD220    | ۲۹ سپتامبر ۲۰۰۳ |
| ۱۶۳۹۰۰ | 2003 SD222    | ۲۶ سپتامبر ۲۰۰۳ |
| ۱۶۳۹۰۱ | 2003 SG222    | ۲۷ سپتامبر ۲۰۰۳ |
| ۱۶۳۹۰۲ | 2003 SW222    | ۳۰ سپتامبر ۲۰۰۳ |
| ۱۶۳۹۰۳ | 2003 SK223    | ۲۹ سپتامبر ۲۰۰۳ |
| ۱۶۳۹۰۴ | 2003 SX224    | ۲۴ سپتامبر ۲۰۰۳ |
| ۱۶۳۹۰۵ | 2003 SW225    | ۲۶ سپتامبر ۲۰۰۳ |
| ۱۶۳۹۰۶ | 2003 SA226    | ۲۶ سپتامبر ۲۰۰۳ |
| ۱۶۳۹۰۷ | 2003 SD230    | ۲۴ سپتامبر ۲۰۰۳ |
| ۱۶۳۹۰۸ | 2003 SU234    | ۲۵ سپتامبر ۲۰۰۳ |
| ۱۶۳۹۰۹ | 2003 SM237    | ۲۶ سپتامبر ۲۰۰۳ |
| ۱۶۳۹۱۰ | 2003 SF238    | ۲۷ سپتامبر ۲۰۰۳ |
| ۱۶۳۹۱۱ | 2003 SA239    | ۲۷ سپتامبر ۲۰۰۳ |
| ۱۶۳۹۱۲ | 2003 SN245    | ۲۶ سپتامبر ۲۰۰۳ |
| ۱۶۳۹۱۳ | 2003 SP246    | ۲۶ سپتامبر ۲۰۰۳ |
| ۱۶۳۹۱۴ | 2003 SU247    | ۲۶ سپتامبر ۲۰۰۳ |
| ۱۶۳۹۱۵ | 2003 SO248    | ۲۶ سپتامبر ۲۰۰۳ |
| ۱۶۳۹۱۶ | 2003 SE252    | ۲۶ سپتامبر ۲۰۰۳ |
| ۱۶۳۹۱۷ | 2003 SH252    | ۲۶ سپتامبر ۲۰۰۳ |
| ۱۶۳۹۱۸ | 2003 SQ252    | ۲۶ سپتامبر ۲۰۰۳ |
| ۱۶۳۹۱۹ | 2003 SX259    | ۲۸ سپتامبر ۲۰۰۳ |
| ۱۶۳۹۲۰ | 2003 SM272    | ۲۷ سپتامبر ۲۰۰۳ |
| ۱۶۳۹۲۱ | 2003 SK278    | ۳۰ سپتامبر ۲۰۰۳ |
| ۱۶۳۹۲۲ | 2003 SL282    | ۱۹ سپتامبر ۲۰۰۳ |
| ۱۶۳۹۲۳ | 2003 SW292    | ۲۶ سپتامبر ۲۰۰۳ |
| ۱۶۳۹۲۴ | 2003 SN293    | ۲۷ سپتامبر ۲۰۰۳ |
| ۱۶۳۹۲۵ | 2003 SC296    | ۲۹ سپتامبر ۲۰۰۳ |
| ۱۶۳۹۲۶ | 2003 SN299    | ۲۹ سپتامبر ۲۰۰۳ |
| ۱۶۳۹۲۷ | 2003 SO304    | ۱۷ سپتامبر ۲۰۰۳ |
| ۱۶۳۹۲۸ | 2003 SY304    | ۱۷ سپتامبر ۲۰۰۳ |
| ۱۶۳۹۲۹ | 2003 SF306    | ۳۰ سپتامبر ۲۰۰۳ |
| ۱۶۳۹۳۰ | 2003 SQ308    | ۲۹ سپتامبر ۲۰۰۳ |
| ۱۶۳۹۳۱ | 2003 SQ309    | ۲۷ سپتامبر ۲۰۰۳ |
| ۱۶۳۹۳۲ | 2003 SD310    | ۲۸ سپتامبر ۲۰۰۳ |
| ۱۶۳۹۳۳ | 2003 SG310    | ۲۸ سپتامبر ۲۰۰۳ |
| ۱۶۳۹۳۴ | 2003 SG311    | ۲۹ سپتامبر ۲۰۰۳ |
| ۱۶۳۹۳۵ | 2003 SG321    | ۲۰ سپتامبر ۲۰۰۳ |
| ۱۶۳۹۳۶ | 2003 TT11     | ۱۴ اکتبر ۲۰۰۳   |
| ۱۶۳۹۳۷ | 2003 TD12     | ۱۴ اکتبر ۲۰۰۳   |
| ۱۶۳۹۳۸ | 2003 TV17     | ۱۵ اکتبر ۲۰۰۳   |
| ۱۶۳۹۳۹ | 2003 TA20     | ۵ اکتبر ۲۰۰۳    |
| ۱۶۳۹۴۰ | 2003 TK20     | ۱۴ اکتبر ۲۰۰۳   |
| ۱۶۳۹۴۱ | 2003 TU58     | ۵ اکتبر ۲۰۰۳    |
| ۱۶۳۹۴۱ | 2003 UN       | ۱۶ اکتبر ۲۰۰۳   |
| ۱۶۳۹۴۳ | 2003 UF9      | ۱۸ اکتبر ۲۰۰۳   |
| ۱۶۳۹۴۴ | 2003 UE12     | ۲۰ اکتبر ۲۰۰۳   |
| ۱۶۳۹۴۵ | 2003 UJ12     | ۲۱ اکتبر ۲۰۰۳   |
| ۱۶۳۹۴۶ | 2003 UC14     | ۱۶ اکتبر ۲۰۰۳   |
| ۱۶۳۹۴۷ | 2003 UW15     | ۱۶ اکتبر ۲۰۰۳   |
| ۱۶۳۹۴۸ | 2003 UH19     | ۲۰ اکتبر ۲۰۰۳   |
| ۱۶۳۹۴۹ | 2003 UN21     | ۱۷ اکتبر ۲۰۰۳   |
| ۱۶۳۹۵۰ | 2003 UN22     | ۲۳ اکتبر ۲۰۰۳   |
| ۱۶۳۹۵۱ | 2003 UP22     | ۲۳ اکتبر ۲۰۰۳   |
| ۱۶۳۹۵۲ | 2003 UN28     | ۱۹ اکتبر ۲۰۰۳   |
| ۱۶۳۹۵۳ | 2003 UC36     | ۱۶ اکتبر ۲۰۰۳   |
| ۱۶۳۹۵۴ | 2003 UA37     | ۱۶ اکتبر ۲۰۰۳   |
| ۱۶۳۹۵۵ | 2003 US40     | ۱۶ اکتبر ۲۰۰۳   |
| ۱۶۳۹۵۶ | 2003 UV45     | ۱۸ اکتبر ۲۰۰۳   |
| ۱۶۳۹۵۷ | 2003 UY48     | ۱۶ اکتبر ۲۰۰۳   |
| ۱۶۳۹۵۸ | 2003 UY55     | ۲۴ اکتبر ۲۰۰۳   |
| ۱۶۳۹۵۹ | 2003 UF63     | ۱۶ اکتبر ۲۰۰۳   |
| ۱۶۳۹۶۰ | 2003 UX63     | ۱۶ اکتبر ۲۰۰۳   |
| ۱۶۳۹۶۱ | 2003 UD68     | ۱۶ اکتبر ۲۰۰۳   |
| ۱۶۳۹۶۲ | 2003 US77     | ۱۷ اکتبر ۲۰۰۳   |
| ۱۶۳۹۶۳ | 2003 UO80     | ۱۶ اکتبر ۲۰۰۳   |
| ۱۶۳۹۶۴ | 2003 UR81     | ۱۶ اکتبر ۲۰۰۳   |
| ۱۶۳۹۶۵ | 2003 UT82     | ۱۹ اکتبر ۲۰۰۳   |
| ۱۶۳۹۶۶ | 2003 UJ86     | ۱۸ اکتبر ۲۰۰۳   |
| ۱۶۳۹۶۷ | 2003 UV88     | ۱۹ اکتبر ۲۰۰۳   |
| ۱۶۳۹۶۸ | 2003 UV99     | ۱۹ اکتبر ۲۰۰۳   |
| ۱۶۳۹۶۹ | 2003 UA100    | ۱۹ اکتبر ۲۰۰۳   |
| ۱۶۳۹۷۰ | 2003 UW101    | ۲۰ اکتبر ۲۰۰۳   |
| ۱۶۳۹۷۱ | 2003 UQ102    | ۲۰ اکتبر ۲۰۰۳   |
| ۱۶۳۹۷۲ | 2003 UF106    | ۱۸ اکتبر ۲۰۰۳   |
| ۱۶۳۹۷۳ | 2003 UL107    | ۱۹ اکتبر ۲۰۰۳   |
| ۱۶۳۹۷۴ | 2003 UC109    | ۱۹ اکتبر ۲۰۰۳   |
| ۱۶۳۹۷۵ | 2003 UB110    | ۱۹ اکتبر ۲۰۰۳   |
| ۱۶۳۹۷۶ | 2003 UN111    | ۲۰ اکتبر ۲۰۰۳   |
| ۱۶۳۹۷۷ | 2003 UY111    | ۲۰ اکتبر ۲۰۰۳   |
| ۱۶۳۹۷۸ | 2003 UU115    | ۲۰ اکتبر ۲۰۰۳   |
| ۱۶۳۹۷۹ | 2003 UF116    | ۲۱ اکتبر ۲۰۰۳   |
| ۱۶۳۹۸۰ | 2003 UC118    | ۱۷ اکتبر ۲۰۰۳   |
| ۱۶۳۹۸۱ | 2003 UY120    | ۱۸ اکتبر ۲۰۰۳   |
| ۱۶۳۹۸۲ | 2003 UK127    | ۲۱ اکتبر ۲۰۰۳   |
| ۱۶۳۹۸۳ | 2003 UK129    | ۱۸ اکتبر ۲۰۰۳   |
| ۱۶۳۹۸۴ | 2003 UC132    | ۱۹ اکتبر ۲۰۰۳   |
| ۱۶۳۹۸۵ | 2003 UM134    | ۲۰ اکتبر ۲۰۰۳   |
| ۱۶۳۹۸۶ | 2003 UV134    | ۲۰ اکتبر ۲۰۰۳   |
| ۱۶۳۹۸۷ | 2003 UK138    | ۲۱ اکتبر ۲۰۰۳   |
| ۱۶۳۹۸۸ | 2003 UQ142    | ۱۸ اکتبر ۲۰۰۳   |
| ۱۶۳۹۸۹ | 2003 UD147    | ۱۸ اکتبر ۲۰۰۳   |
| ۱۶۳۹۹۰ | 2003 UN147    | ۱۸ اکتبر ۲۰۰۳   |
| ۱۶۳۹۹۱ | 2003 UR147    | ۱۸ اکتبر ۲۰۰۳   |
| ۱۶۳۹۹۲ | 2003 UZ147    | ۱۸ اکتبر ۲۰۰۳   |
| ۱۶۳۹۹۳ | 2003 UR148    | ۱۹ اکتبر ۲۰۰۳   |
| ۱۶۳۹۹۴ | 2003 UT149    | ۲۰ اکتبر ۲۰۰۳   |
| ۱۶۳۹۹۵ | 2003 UO150    | ۲۰ اکتبر ۲۰۰۳   |
| ۱۶۳۹۹۶ | 2003 UT150    | ۲۱ اکتبر ۲۰۰۳   |
| ۱۶۳۹۹۷ | 2003 UK163    | ۲۱ اکتبر ۲۰۰۳   |
| ۱۶۳۹۹۸ | 2003 UL164    | ۲۱ اکتبر ۲۰۰۳   |
| ۱۶۳۹۹۹ | 2003 UR165    | ۲۱ اکتبر ۲۰۰۳   |
| ۱۶۴۰۰۰ | 2003 UH167    | ۲۲ اکتبر ۲۰۰۳   |